# Ovni
Los términos objeto volador no identificado, más conocido por el acrónimo ovni, fenómeno aéreo no identificado o fenómeno anómalo no identificado (Unidentified Anomalous Phenomena UAP, FANI) se refieren a la observación de un hipotético objeto volador que no puede ser identificado por el observador y cuyo origen sigue siendo desconocido después de una investigación.
El acrónimo fue creado para reemplazar al de «platillo volador» o «platillo volante», ya que a diferencia de este un ovni no tiene por qué ser necesariamente un objeto tecnológico o tripulado (puede ser también una estrella, un meteorito o un avión desconocido), y ha llegado a trascender más allá de las simples observaciones aéreas. Aunque autores como Erich von Däniken o Jacques Vallée han apuntado que los antiguos carros de los dioses o las apariciones y raptos en bosques y pantanos podían ser el equivalente a los relatos ovni actuales, el fenómeno comenzó en 1947, íntimamente vinculado a los medios de comunicación.
La literatura especializada en estos temas ha ido creciendo en número de cabeceras y tirada, para pasar a recoger también supuestos contactos telepáticos, pretendidos secuestros y declaraciones sobre experimentos genéticos realizados por los tripulantes de dichos objetos. Todas estas afirmaciones extraordinarias no presentan pruebas extraordinarias que las demuestren. Pese a ello, la hipótesis extraterrestre sigue siendo tema de debate.

## Contexto histórico
Autores como Luis Alfonso Gámez, Ricardo Campo o Neil deGrasse Tyson han insistido en la gran importancia de los antecedentes históricos que rodeaban el nacimiento y la popularización del término «ovni».

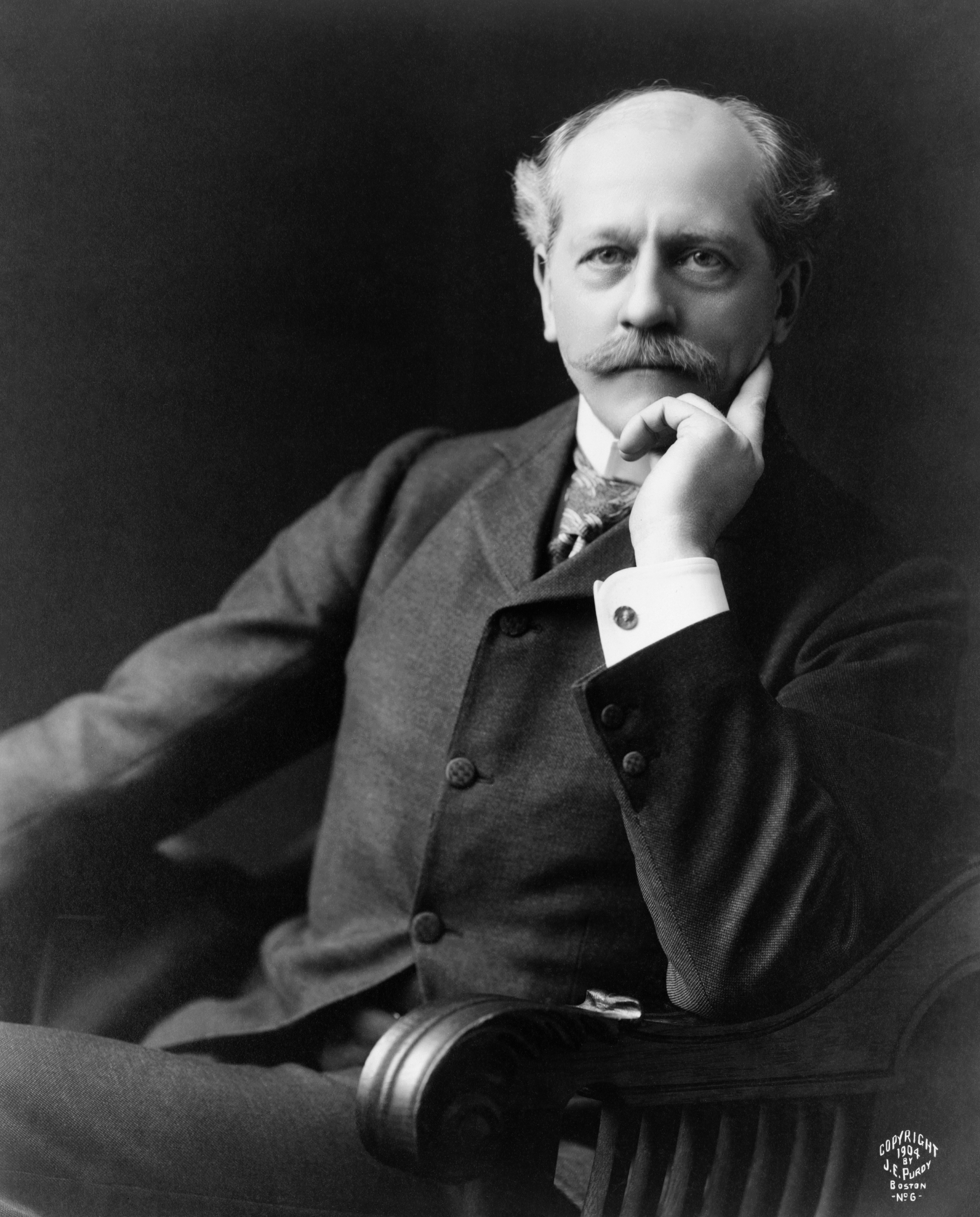
El astrónomo estadounidense Percival Lowell, defensor de vivir cerca de otras civilizaciones extraterrestres con gran inteligencia.

A finales del siglo XIX y principios del XX, Percival Lowell había publicado varias obras sobre Marte en las que postulaba que las líneas oscuras divisadas por Giovanni Schiaparelli en la superficie marciana constituían una red de canales creados por una civilización inteligente, para traer agua desde los polos al ecuador del «planeta rojo».
Pese a que las observaciones de Lowell se revelarían erróneas, el público en general consideró la existencia de vida extraterrestre inteligente y cercana a la Tierra como un hecho probado científicamente.
En 1939, la Luftwaffe había conseguido hacer operativo el Heinkel He 178. El motor de este avión sorprendió por su sencillez al no necesitar bielas, pistones, cigüeñal, aceite y motor de explosión utilizados hasta el momento.

También su velocidad, superior a los 800 km/h, dejaba bastante atrás a los mejores aparatos de la época, caso del Supermarine Spitfire. Como tercera virtud se puede destacar su maniobrabilidad. Además, el aparato en sí ya era sorprendente para personas poco introducidas en el mundo aeronáutico por no tener hélices que lo impulsaran. Aparatos como este y tantos otros que le siguieron comenzaron a implantar en el ciudadano corriente la idea de que se investigaba sobre nuevos modelos aéreos, bastante diferentes de los anteriores y con unas prestaciones muy superiores.
Un efecto más contundente si cabe para la opinión pública, lo causó el V2. Este misil balístico dejaba muy atrás a lo que podían presentar naciones como la Unión Soviética o Estados Unidos. El V2 era capaz de mover una carga útil de casi una tonelada, a varios cientos de kilómetros y a velocidades que superaban con mucho la del sonido. Este portento de la ingeniería abrió nuevamente la mentalidad del público en general e hizo ver como posible que un ingenio de origen inteligente causara imágenes que antes se hubieran tomado por espejismos, resplandores, relámpagos o cualquier otra explicación natural.
El 16 de julio de 1945 tuvo lugar en Álamo Gordo la Prueba Trinity, con la que culminaba el Proyecto Manhattan. Dicha prueba, junto a la utilización posterior de una bomba de uranio y otra de plutonio, demostró que se podía conseguir gran cantidad de energía con poca masa. Pero, al mismo tiempo, se descubría un nuevo tipo de arma con una capacidad destructiva incomparable, lo cual supuso un salto cualitativo en el tipo de guerra que podría librarse. Igualmente se dio el pistoletazo de salida para una carrera de armamentos entre los Estados Unidos y la Unión Soviética, junto a una carrera de información para conocer cada bando el nivel alcanzado por su oponente.
La información sobre la Unión Soviética constituyó todo un problema para Estados Unidos. John Lewis Gaddis indica que inicialmente no se sabía el estado real alcanzado por la tecnología soviética. Fue bastante avanzada la Guerra Fría cuando se comprobó que la tecnología soviética estaba por detrás de la estadounidense. Sin embargo había dos campos donde sí llevaban cierta ventaja: uno era el balístico y el otro fue la capacidad de guardar sus secretos. El régimen de Iósif Stalin y el de sus sucesores era una dictadura férrea, con un control considerable de la información producida y difundida, por lo que las apariencias resultaban más fáciles de guardar. Unido a esto, las inmensas proporciones del país le concedían una profundidad estratégica sin igual, lo que hacía imposible observar todo su territorio desde ningún punto de su frontera, aunque solo fuese indirectamente y por muy alto que se alzara el observador. Así los soviéticos podían amenazar con misiles que no tenían y esgrimir divisiones con las que no contaban, o al menos en determinados momentos, lo cual constituía una fuente de rumores. La recién creada Agencia Central de Inteligencia (CIA) y la Casa Blanca necesitaban información sobre lo que sucedía en la Unión Soviética. Para conseguirla propusieron tratados, desarrollaron ingenios, financiaron los proyectos más variopintos... todo para conseguir fotografías o mediciones atmosféricas que pudieran indicar los avances de la otra superpotencia en campos como el de los misiles intercontinentales, los bombarderos estratégicos o las pruebas nucleares atmosféricas. Pero la incógnita de hasta dónde había conseguido llegar la tecnología soviética perduró durante bastantes años, al menos hasta la llegada de los satélites espías.
Ante las prestaciones ofrecidas por el motor de reacción y el misil balístico, las potencias vencedoras se disputaron a los técnicos implicados en los programas alemanes para desarrollar los suyos propios. Sin embargo, por una serie de decisiones, los Estados Unidos mantuvieron relegado a von Braun durante un tiempo, mientras los dirigentes soviéticos sacaron del Gulag a Serguéi Koroliov para que retomase los programas de misiles abandonados años atrás. Al poco tiempo, los segundos iban más adelantados que los primeros en misiles y cohetes. Carl Sagan, quien participó en el programa Apolo, indica que dicha ventaja fue inicial. Tanto los dirigentes de la URSS como de los Estados Unidos quedaron sorprendidos al ver el interés del público por los temas espaciales cuando los soviéticos decidieron utilizar su misil balístico para poner en órbita el Sputnik 1. Incluso los éxitos soviéticos crearon cierto pánico en la población estadounidense al sentirse vulnerables y en inferioridad tecnológica frente a su enemigo. Además, Sagan veía con envidia años después las pocas preguntas que les hacían los políticos para darles lo que pidieran para temas espaciales. El astrobiólogo transcribe el interrogatorio mantenido en 1958 entre Daniel J. Flood, presidente de la subcomisión para asignaciones de la defensa y representante del partido demócrata por Pensilvania, y Richard E. Horner, secretario de la asesoría para la Fuerza Aérea de los Estados Unidos. Ante la petición de una partida considerable de fondos para la investigación espacial, la subcomisión realizó tres preguntas a Horner y, tras responderlas, Flood declaró:

Deberíamos darle todo el dinero, todo el hardware y todo el personal que precisen, sin importar lo que otras personas puedan opinar o querer, y pedirles que se suban a una colina y que lo hagan sin contemplaciones.

## Terminología
El primer término que se dio a formas en el cielo, desconocidas para el observador, fue el de flying saucer (en inglés), «platillo volante» o «platillo volador».
El término «platillo volador» se popularizó en 1947 debido a un texto periodístico, en el que el piloto civil estadounidense Kenneth Arnold —mientras volaba sobre la cordillera de las Cascadas (en el estado de Washington)— vio una formación de nueve objetos con forma de búmeran que volaban y
| "...se movían como lo haría un platillo si saltara sobre el agua" —Kenneth Arnold |

a una velocidad estimada de 1500 km/h.

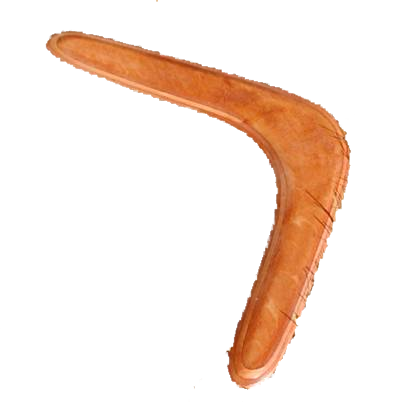
Búmeran a cuya forma se parecían los objetos declarados por Kenneth Arnold

A finales de la Segunda Guerra Mundial se veía como posible la existencia de prototipos rápidos y muy manejables, desarrollados por otros países y nunca vistos hasta el momento. Ante la posibilidad de haber divisado una escuadrilla de dichos prototipos, Arnold se dirigió a la oficina del FBI para informar, pero la encontró cerrada. Por lo tanto acudió a un periodista llamado Bill Bequette para narrarle su observación. El piloto explicó la formación indicando que los nueve objetos tenían forma de búmeran y describió sus movimientos como el efectuado por las piedras cuando rebotan sobre una superficie líquida, en concreto sus palabras pueden traducirse por «un platillo lanzado a través del agua». Bequette confundió la forma en la que se movían los objetos con la forma de los objetos. El error de Bequette ha sido recogido multitud de veces:

Dijeron que yo había dicho que eran “como platillos”, cuando lo que yo dije fue que “volaban al estilo de un platillo”», declaró Arnold al célebre locutor Edward R. Murrow en una entrevista para la CBS, transmitida el 7 de abril de 1950
 Sagan (1997, p. 100)

Mientras la explicación original se ha olvidado, el término «platillo volador» se ha convertido en una palabra habitual. El aspecto y comportamiento de los platillos voladores de Kenneth Arnold era bastante diferente de lo que solo unos años después se caracterizaría rígidamente en la comprensión pública del término: algo como un frisbee muy grande y con gran capacidad de maniobra.
 Sagan (1997, p. 100)

Debido a esta confusión de un periodista nació el chascarrillo:

Muy probablemente, a partir de entonces, todas las razas alienígenas y extraterrestres que han visitado la Tierra han tenido que rediseñar sus naves interplanetarias para adaptarse al error de un periodista de un diario local de Estados Unidos del año 47.
Ricardo Campos

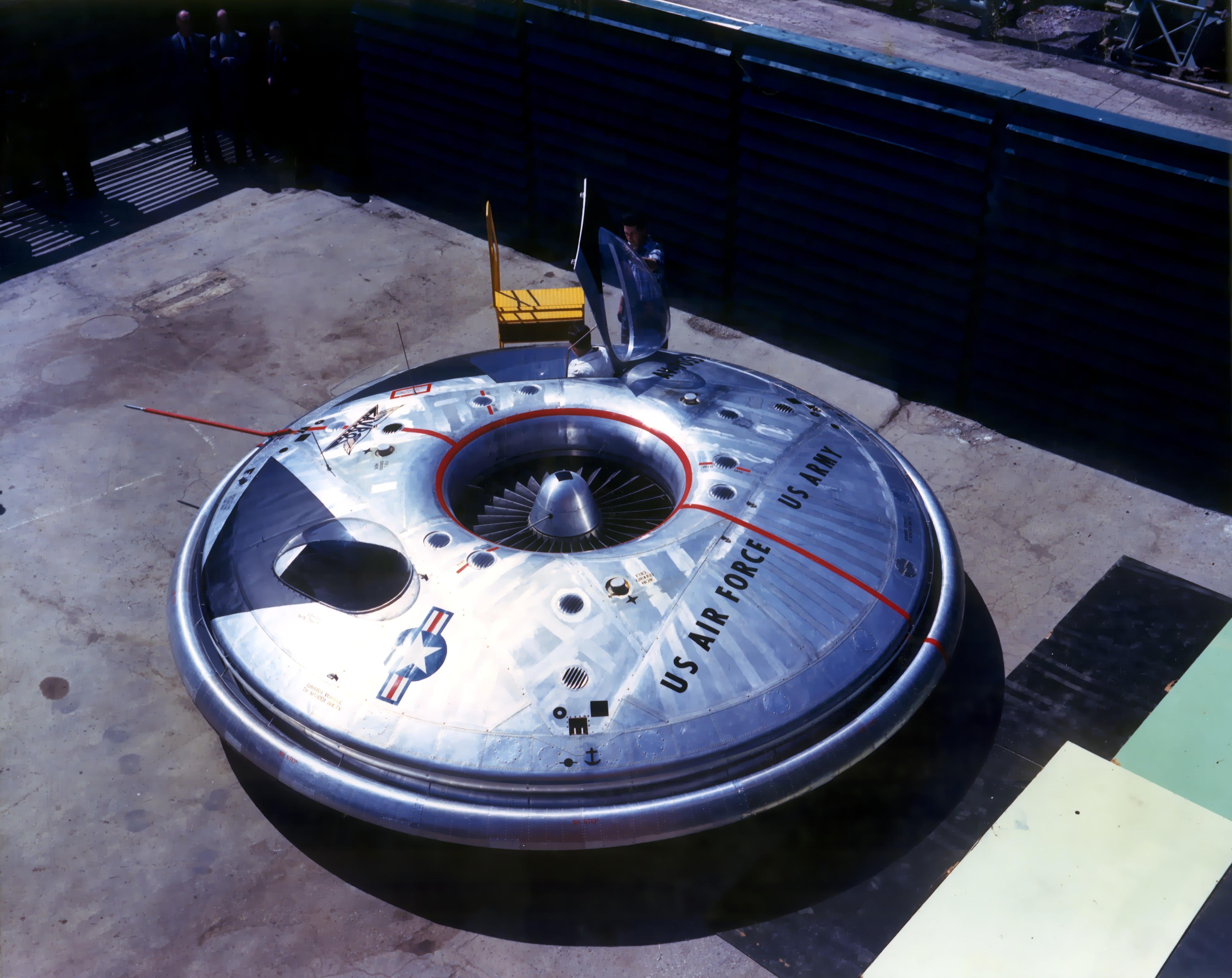
El Avrocar S/N 58-7055 en su lanzamiento de prueba

Pese al error, las declaraciones sobre ingenios aeronáuticos no identificados con forma de platillo aumentaron considerablemente. Asimismo, en aquella época, la USAF experimentaba con armas aéreas que podían confundirse con los clásicos ovnis. El Avro Canada VZ-9AV Avrocar, un vehículo conceptual producido durante la década de 1950, era un avión funcional con forma de platillo.
Los términos UFO (del que surgiría el español ovni) o UFOB fueron acuñados en 1953 por la Fuerza Aérea de los Estados Unidos (USAF) para servir como vocablo general en todos sus informes. En su definición inicial, la USAF señaló que un UFOB era «cualquier objeto aerotransportado que, por su desempeño, características aerodinámicas o aspectos inusuales, no se ajusta a ningún tipo de avión o misil actualmente conocido o que no puede identificarse positivamente como un objeto conocido». En consecuencia, el término se restringió inicialmente a la fracción de casos que permanecieron sin identificar después de la investigación, ya que la USAF estaba interesada en posibles razones de seguridad nacional y «aspectos técnicos».
El personal militar y los pilotos anglófonos solían referirse coloquialmente a los ovnis como bogey durante la Guerra Fría. Esta palabra se usó originalmente para informar anomalías en las señales de radar o indicar posibles fuerzas hostiles que podrían estar deambulando por el área.
El término ovni se generalizó durante la década de 1950, al principio en la literatura técnica, pero luego en el uso popular. Los ovnis generaron un interés considerable durante la Guerra Fría, una era asociada con una mayor preocupación por la seguridad nacional y, más recientemente, en la década de 2010, por razones inexplicables. Sin embargo, varios estudios han concluido que el fenómeno no representa una amenaza ni tampoco contiene nada digno de investigación científica (por ejemplo, el Flying Saucer Working Party de 1951, el panel Robertson de la CIA en 1953, el proyecto Libro Azul de la USAF, el Comité Condon, etc.).
El Oxford English Dictionary define un UFO (ovni) como «un objeto volador no identificado; un “platillo volador”». El primer libro publicado que usó la palabra fue Flying Saucers from Outer Space (1953), de Donald E. Keyhoe. Como acrónimo, UFO fue acuñado por el capitán Edward J. Ruppelt, quien dirigió el proyecto Libro Azul, entonces la investigación oficial de los ovnis de la USAF. Escribió: «Obviamente, el término “platillo volador” es engañoso cuando se aplica a objetos de todas las formas y funciones concebibles. Por esta razón, los militares prefieren el nombre más general, aunque menos colorido, de unidentified flying objects [objetos voladores no identificados]. UFO (pronunciado yoo-foe) para abreviar». Otras locuciones que se usaron oficialmente y que son anteriores al acrónimo ovni incluyen flying flapjack («panqueque volador»), flying disc («disco volador»), unexplained flying discs («discos voladores inexplicables») y unidentifiable object («objeto no identificable»).
En el uso popular, el término ovni llegó a usarse para referirse a afirmaciones de naves extraterrestres y, debido al escarnio público y de los medios asociado con el tema, algunos ufólogos e investigadores prefieren usar términos como unidentified aerial phenomenon (UAP; «fenómeno aéreo no identificado», fani) o anomalous phenomena («fenómenos anómalos»), como en el título del Centro Nacional de Informes de Aviación sobre Fenómenos Anómalos (NARCAP). Anomalous aerial vehicle (AAV; «vehículo aéreo anómalo», VAA) o unidentified aerial system (UAS; «sistema aéreo no identificado», sani) también se utilizan a veces en un contexto de aviación militar estadounidense para describir objetivos no identificados.
Más recientemente, los funcionarios estadounidenses han adoptado el término unidentified anomalous phenomenon (UAP; «fenómeno anómalo no identificado», fani).
Mientras que técnicamente un ovni se refiere a cualquier objeto volador no identificado, en la cultura popular moderna esta palabra generalmente se ha convertido en sinónimo de «nave extraterrestre»; sin embargo, el término extra-terrestrial vehicle (ETV; «vehículo extraterrestre», VET) a veces se usa para separar esta idea de los ovnis de explicaciones completamente terrenales.

## Historia
No existe acuerdo respecto al momento en que comenzó la historia de los ovnis. Para Ted Wilding-White, J. J. Benítez, Erich von Däniken o Jacques Vallée los avistamientos de objetos sin identificar se remontan tanto como historia tiene la Humanidad. Para autores como Ricardo Campo, Luis Alfonso Gámez o Carl Sagan es un mito contemporáneo que comienza a finales de los años 40.

### Ovnis en la Edad Antigua, Media y Moderna
Los avistamientos de platillos volantes comenzaron cuando la ingeniería había logrado ya un nivel suficiente como para desarrollar motores de reacción, misiles con alcances estratosféricos e ingenios nucleares. Lo que, para escritores como Luis Alfonso Gámez, sugiere un origen humano producto de aquella época. La idea de estar ante un mito de la era espacial.

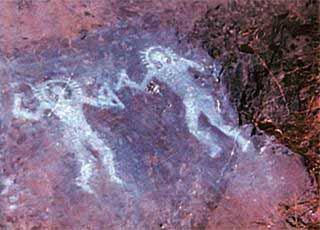
Pintura mural en Val Camonica (Italia), que según los ufólogos representa dos astronautas.

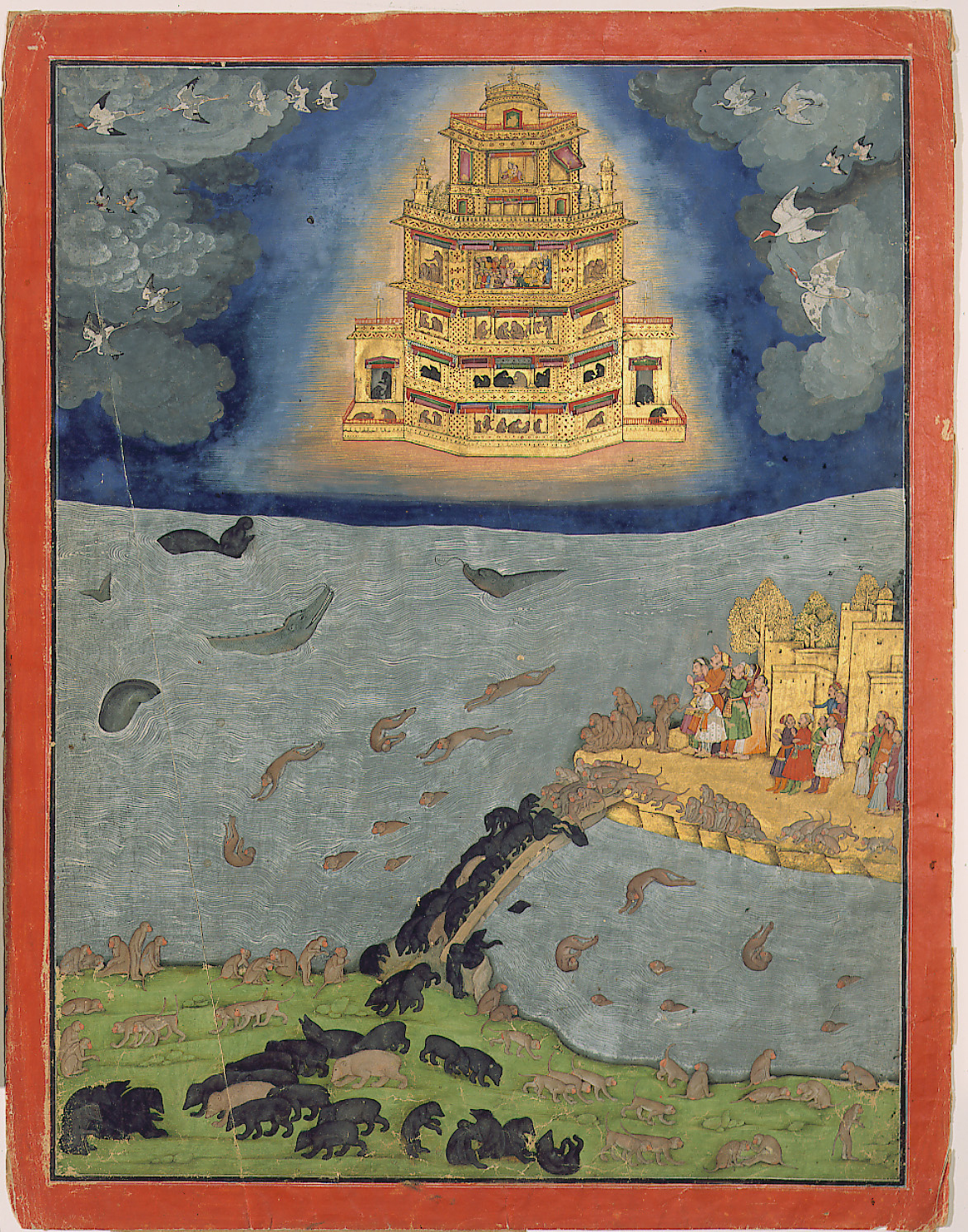
El Pushpaka vimana volando en el cielo

A esta relación causa-efecto se han opuesto autores como Erik von Däniken, Juan José Benítez o Jacques Vallée quienes sostienen que, desde el pasado más remoto, el ser humano trató de adaptar lo que veía a su intelecto, relacionando los distintos avistamientos con objetos conocidos, cercanos a él. El primero planteó que muchas de estas referencias antiguas serían registros de observaciones reales de supuestas naves alienígenas, que habrían recibido distintas denominaciones en documentos antiguos:
- «vehículo de los dioses»,
- «vimana»,
- «carro pushpaka» y
- «marut» (todas ellas en el Ramayana hinduista, del siglo III a. C..);

y también:
- «bórax resplandeciente»,
- «carro de fuego»,
- «disco solar»,
- «escudo que vuela»,
- «escudo yacente»,
- «esfera transparente»,
- «espada voladora»,
- «flecha ígnea»,
- «luz cósmica»,
- «nube con ángeles»,
- «nube de fuego»,
- «perla luminosa»,
- «serpiente de las nubes».

Asimismo señala que, si estos vehículos aéreos estuvieran tripulados, se produciría igualmente el contacto con los eventuales seres extraterrestres, quienes transmitirían a los observadores enseñanzas diversas. Según estas teorías, el origen de muchas de las civilizaciones del pasado (Egipto, Babilonia, etc.) sería extraterrestre, o, al menos, las tecnologías para realizar sus obras serían de origen o inspiración extraterrestre.[cita requerida]
Es necesario reseñar que personas expertas en Egipto y Asiria, como la egiptóloga de la Universidad Complutense de Madrid Mara Castillo Mallén, advierten que los autores como von Däniken no son egiptólogos ni asiriólogos, tampoco son arqueólogos y algunos no son licenciados; por lo tanto, afirmaciones como las anteriores deben ser tenidas como meras especulaciones. No existen dudas sobre la procedencia del pueblo egipcio ni los muchos que poblaron Mesopotamia, ni se aprecia un salto tecnológico en algún momento comprendido entre la construcción de las primeras mastabas hasta los templos del Imperio Nuevo que hagan suponer una transferencia tecnológica, ni se ha encontrado ningún registro de contactos con civilizaciones extraterrestres.
Otros autores, como Luis Alfonso Gámez o Benjamin Radford, mantienen que las conjeturas de Däniken, y otros, contienen, además de una gran ignorancia sobre la historia antigua, una postura insultante y hasta racista contra esos pueblos, al no dudar de que los romanos pudiesen construir el Coliseo y los griegos el Templo de Artemisa, pero sí hacerlo cuando los ejecutores fueron otros humanos no europeos.
Benítez propuso en su libro Los astronautas de Yavé que una serie de extraterrestres entrenaron a Moisés en el monte Sinaí en distintas técnicas, se ocuparon de ofrecerle asesoramiento, cuidaron y alimentaron a los padres de la virgen María, se aparecieron a san José, los Reyes Magos o fueron los encargados de realizar la Anunciación. Como en el caso de Däniken, el autor español no aporta ninguna prueba documental o arqueológica de dichos supuestos.
Por su parte, Vallée mantenía que ha existido una vieja tradición de seres fantásticos como las ninfas, sílfides, duendes o hadas, que cometían raptos de personas para llevarlas a lugares que los relatos denominaban Magonia, pero también Ávalon y otras geografías míticas. Según el autor francés, esos cuentos eran la forma que tenían aquellas personas para explicar encuentros cercanos, raptos y abducciones llevados a cabo por seres extraterrestres. Como en el caso de las conjeturas vertidas por Däniken, esta hipótesis no deja de ser una explicación ad hoc e innecesaria, pues existe otra mucho más sencilla. Las nubes, las hadas o los carros de fuego podrían ser metáforas empleadas en los relatos religiosos, sin ninguna evidencia de que dichos relatos deban ser interpretados más que de una forma mítica. Así pues, dichas narraciones no constituyen una prueba empírica para saber si ocurrieron los hechos así o no, es decir, sostener que se trata de naves extraterrestres podría ser un argumento ad ignorantiam.
Durante la Edad Media aumentaron, si cabe, los problemas para realizar registros escritos de sucesos cotidianos. Esto fue debido al ligero crecimiento del índice de analfabetismo y a los cortes periódicos que los musulmanes practicaban al suministro de papiro con destino a Europa, por lo que solo quedaban los pergaminos como soporte para escribir, de mejor calidad, pero mucho más escasos. Para Ted Wilding-White los avistamientos no se pudieron recoger hasta la publicación de los primeros periódicos. Antes, prosigue Wilding-White, las narraciones de sucesos aéreos desconocidos solo podían ser preservadas para lecturas posteriores por personas que supieran y pudieran escribirlas. En Europa Occidental esta facultad quedaba reservada a los monjes en los monasterios, por lo que se reducía mucho el espacio observable. El autor recoge siete casos acaecidos entre el 1 de enero de 1254 y el 13 de noviembre de 1833.
Un grabado en madera de Hans Glaser que apareció en un periódico en 1561 ha sido presentado en la cultura popular como el "fenómeno celeste en Núremberg de 1561" y conectado a varias afirmaciones sobre astronautas ancestrales. El escéptico y desmitificador Jason Colavito sostiene que el grabado en madera es "una representación de segunda mano de un parhelio particularmente llamativo", un fenómeno óptico atmosférico conocido. Un informe similar proviene de 1566 sobre Basilea y, de hecho, en los siglos XV y XVI, muchos folletos escribieron sobre "milagros" y "espectáculos celestiales" que guardan semejanza con fenómenos naturales que solo se caracterizaron más completamente después de la revolución científica.

### Ovnis contemporáneos
A finales del siglo XIX se produjo la denominada oleada de aeronaves de 1896-1897, también referidas como dirigibles misteriosos o dirigibles fantasma, aludiéndose a la visión de una clase de objetos voladores no identificados reportados a partir de una serie de informes periodísticos originados en el oeste de Estados Unidos y que se extendieron hacia el este del país desde finales de 1896 hasta principios de 1897. Se consideran la antesala y los predecesores culturales de los modernos avistamientos de ovnis.
Las acuciantes necesidades de información vividas por la CIA en particular y el gobierno estadounidense en general sobre lo que sucedía en el interior de la Unión Soviética llevaron a desarrollar multitud de globos aerostáticos con el objetivo de captar indicios sobre los progresos soviéticos. Muchos fueron lanzados desde distintos lugares con la esperanza de que cruzaran el país enemigo para ser rescatados después con algún resultado. Uno de dichos intentos era el Proyecto Mogul, que analizaba el aire para buscar evidencias de pruebas nucleares soviéticas. El Mogul estaba catalogado como secreto y actualmente se tiene por el responsable de lo que sucedió en el pueblo de Nuevo México, incrementado también por la próspera industria turística local. La posibilidad de tener guardado y en secreto un acontecimiento como ese, la evidencia de haber sido visitados por una inteligencia extraterrestre, es considerado de todo punto imposible por autores como Ricardo Campo, pues empequeñecería lo realizado por Colón o por el Proyecto Manhattan del que ya tenían noticias los soviéticos antes de su culminación.
El español esgrime que ni la fabricación de las armas nucleares pudo mantenerse bajo secreto, pese a existir un acuerdo previo de silencio, mucho menos ocultar durante décadas un descubrimiento de capital importancia para toda la Humanidad como es la prueba irrefutable de otro tipo de vida inteligente.

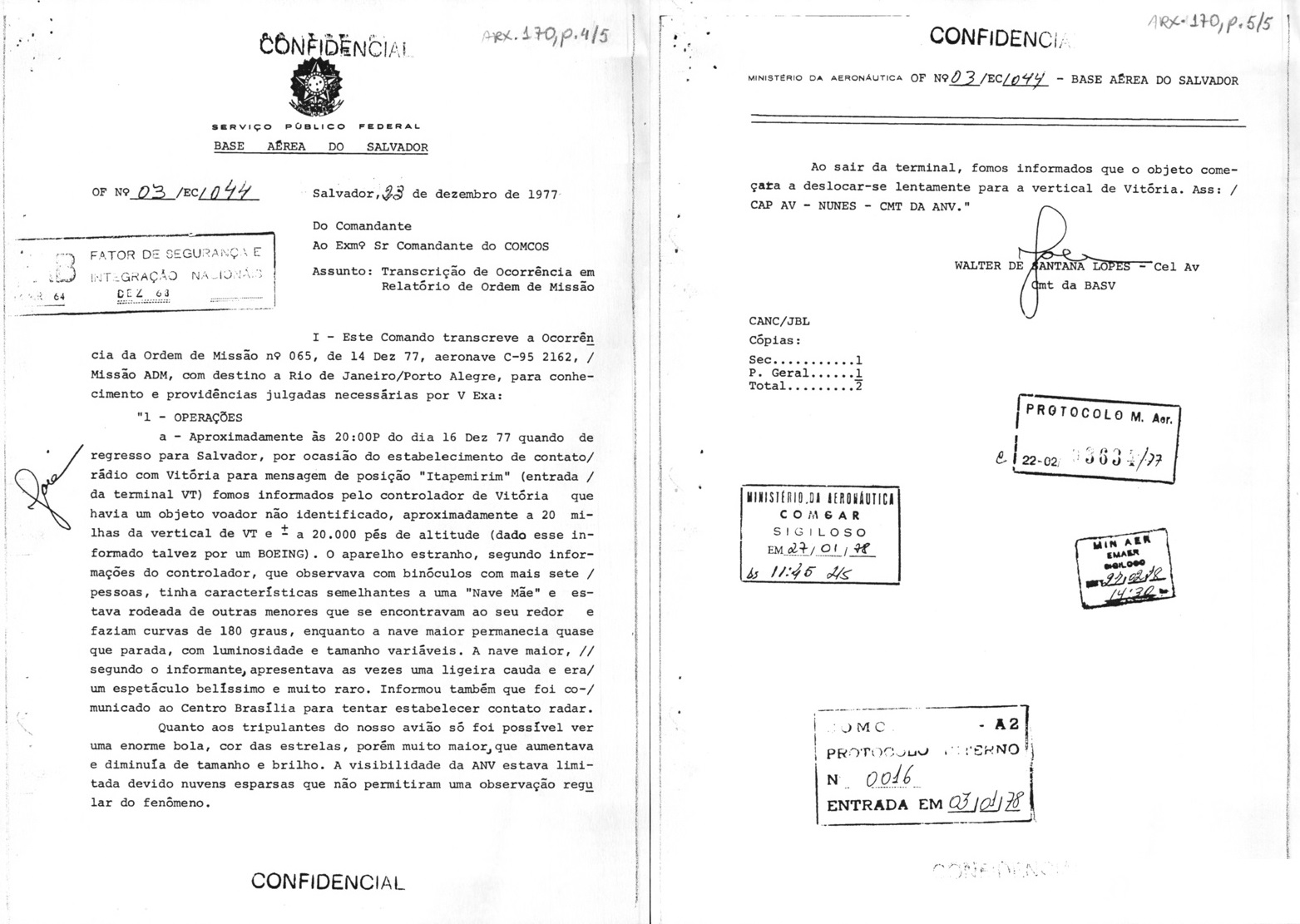
Documento sobre el avistamiento de un ovni ocurrido el 16 de diciembre de 1977, en el estado de Bahía, Brasil.

Tras estos sucesos, la lista de avistamientos continuó aumentando hasta que su número fue considerado preocupante por la administración Truman, que ordenó las primeras investigaciones que desembocarían en el posterior Proyecto Libro Azul. Sagan indica que, cuando él fue asesor científico del proyecto, encontró un ambiente de malestar y desidia en las Fuerzas Aéreas, tanto es así que la primera denominación fue «Proyecto Fastidio« o «Project Grudge» en inglés.
Otro suceso que terminaría repercutiendo en el tema ovni se produjo a principios de los cincuenta, cuando Donald Keyhoe, exoficial de la USAF y participante en el Proyecto Libro Azul, comenzó a ser oído junto a su mensaje de advertencia sobre lo intrínsecamente peligroso de las armas nucleares y el cuidado que debía tenerse con ellas. A partir de aquellos avisos comenzaron a surgir otros que decían haber contactado con extraterrestres, quienes les transmitían el mismo mensaje.
En 1961 Betty y Barney Hill afirmaron que la noche del 19 al 20 de septiembre habían sido abducidos por un platillo volante. El matrimonio no se puso de acuerdo en varios detalles, pero los dos coincidían en que al final los dejaron bajar, habiéndoles borrado los recuerdos de lo sucedido. Pese a que el especialista que los trató definió el caso como una especie de sueño, testimonios como el de los Hill comenzaron a reproducirse tiempo después en varios lugares del mundo, aumentando progresivamente las acciones realizadas a los abducidos, siempre según los testimonios de los propios abducidos. Así se han declarado casos en que los extraterrestres les realizaban exploraciones internas, implantes de dispositivos intracutáneos e incluso inseminaciones. Resulta necesario puntualizar que para psicólogas como Susan Clancy, de la Universidad de Harvard, dichas acciones pertenecen a la esfera del sueño, la fantasía o el fraude, pero «Las abducciones no suceden en el mundo real».
Confirma las palabras de la psicóloga el hecho de que ninguno de los supuestos abducidos haya podido aportar pruebas fehacientes de lo sucedido, los implantes nunca se han encontrado, las marcas en el cuerpo son compatibles con muchas otras lesiones cotidianas y jamás se ha traído objeto alguno que poder analizar, ni aparecen publicados, comenta Sagan, artículos en revistas científicas sobre nuevos materiales desconocidos hasta el momento.
Esta deriva en el tema ovni hacia unos encuentros cada vez más cercanos es, para Luis Alfonso Gámez, el ejemplo de que el mito ovni se ha destruido a sí mismo, «porque ya no le queda más por inventar».

## Investigación
El gobierno de Harry Truman emprendió una investigación para saber si el espacio aéreo estadounidense estaba siendo violado con cierta periodicidad por prototipos o ejemplares de pre-serie fabricados por otras naciones, especialmente la Unión Soviética. La primera de dichas investigaciones oficiales comenzó en 1947 bajo el nombre de Proyecto Signo, en 1949 se rebautizó como Proyecto Fastidio y en 1952 como Proyecto Libro Azul, que seguiría investigando casos hasta 1969, para comenzar después el Proyecto Libro Blanco.
Sería tras el Proyecto Libro Azul cuando comenzó la Ufología con tal nombre. Uno de los asesores participantes en aquellas investigaciones fue Joseph Allen Hynek. A este astrónomo se le debe la clasificación en tipos de encuentros, (mal traducido en España por «fases») en la película Encuentros cercanos del tercer tipo, también la decisión de cambiar el término «platillo volante» por el más genérico «objeto volador no identificado», traducido del inglés «unidentified flying object» (UFO), término que persiste hasta nuestros días y da nombre a la disciplina que estudia los casos de ovnis, la ufología.
Los objetivos de dichos programas eran tres:
- Esclarecer si el espacio aéreo estadounidense estaba siendo violado.
- Saber si los platillos volantes podían constituir un peligro para Estados Unidos.
- Obtener, en la medida de lo posible, algún conocimiento o ventaja tecnológica.

En 1969, el último de dichos programas, el Proyecto Libro Azul, fue cerrado habiendo reunido decenas de miles de expedientes y con la conclusión clara de que los ovnis no suponían un peligro para la seguridad nacional.
El AATIP (del inglés Advanced Aerospace Threat Identification Program) Programa de identificación de amenazas aeroespaciales avanzadas existió desde 2007 como programa secreto, en la órbita de El Pentágono. A partir de 2008 y hasta 2012, Luis Elizondo militar y agente de contrainteligencia, fue el director de ese programa secreto del Pentágono sobre los ovnis Elizondo dejó el Pentágono y reveló al New York Times videos que fueron grabados por aviones de combate de la Armada de EE.UU en enero de 2015. Pocos años después, pasó a trabajar para To the Stars Academy.
El UAPTF (del inglés Unidentified Aerial Phenomena Task Force) o Grupo de Trabajo de Fenómenos Aéreos No Identificados, fue un programa dirigido por la Oficina de Inteligencia Naval de EE. UU.
La AARO (del inglés: All-domain Anomaly Resolution Office) Oficina de Resolución de Anomalías en Todos los Dominios, es una oficina establecida dentro de la oficina del Secretario de Defensa de los Estados Unidos para fenómenos anómalos aéreos, marítimos, espaciales y terrestres.

### Líneas de investigación
En las investigaciones financiadas por las distintas administraciones participaron algunos de los más conocidos expertos, bien como directores o como asesores, entre ellos los cuatro que han marcado las cuatro líneas de la literatura ufológica:
- Donald Keyhoe: ingeniero aeronáutico y postulador de la hipótesis según la cual las Fuerzas Aéreas estadounidenses tenían pruebas de la llegada de seres extraterrestres.
- Josef Allen Hynek: astrónomo y más moderado en los planteamientos que Keyhoe, también terminó afirmando que se ocultaban pruebas sobre la existencia de visitas extraterrestres.
- Carl Sagan: astrofísico y defensor de la vida extraterrestre, pero escéptico de que la Tierra haya sido visitada en el presente o en algún momento del pasado.
- Donald Menzel: astrónomo y aún más escéptico que Sagan, autor de la frase «en primer lugar esos objetos si están identificados, sabemos lo que son, en segundo lugar en muchos casos no son volantes y, por último, en la mayoría de los casos ni siquiera son objetos».

### Clasificación de los ovnis según su observación

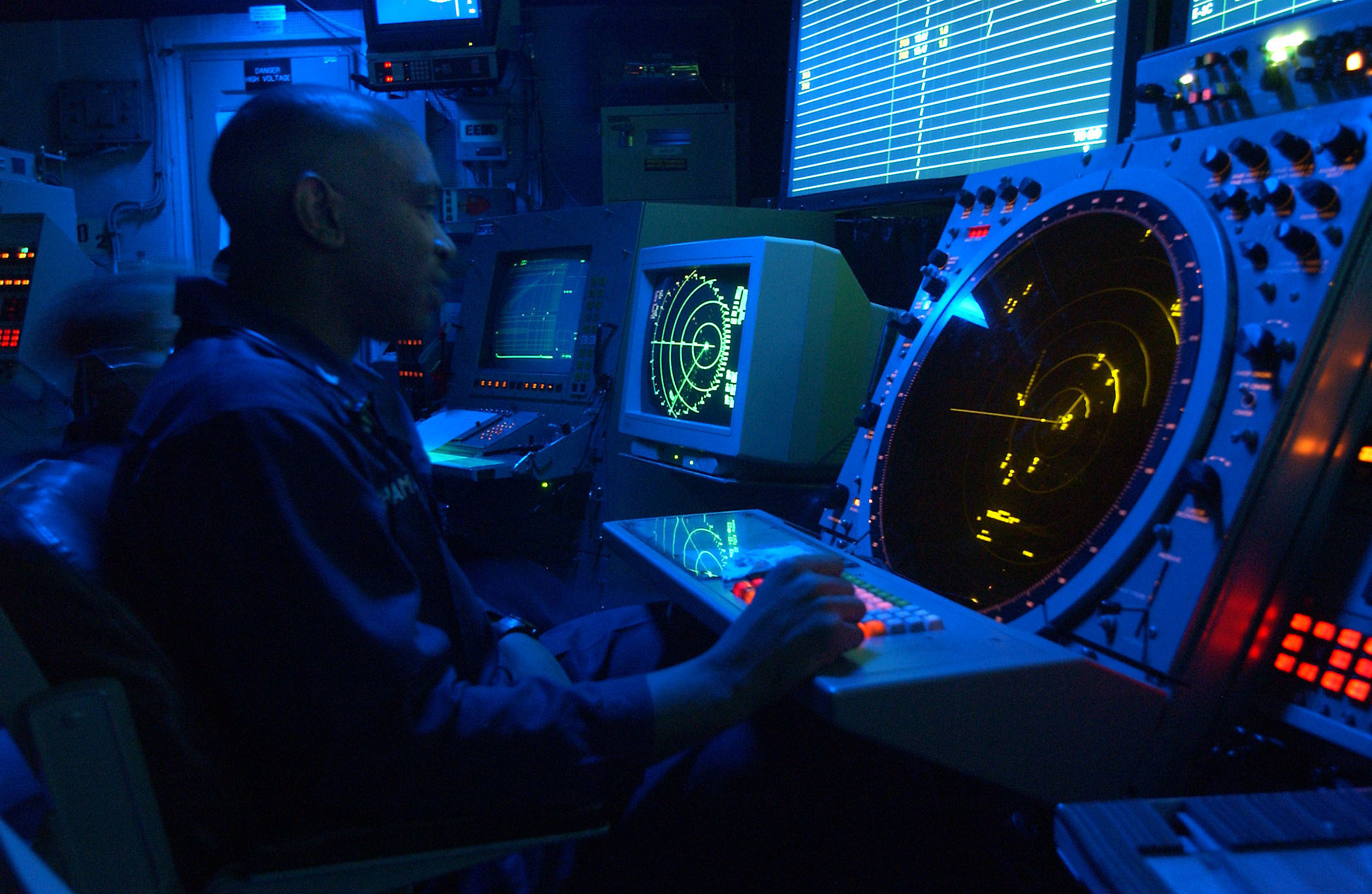
Controlador aéreo del USS Theodore Roosevelt.

Durante las investigaciones del Proyecto Libro Azul, Hynek propuso dos clases de observaciones con tres tipos cada una:

#### Encuentros lejanos
Estos son los realizados a más de 150 metros de distancia (500 pies) y Hynek propuso tres tipos:
- Discos redondos: objetos vistos por el día con formas generalmente redondas, en cualquier caso distintos a las de aparatos convencionales.
- Ecos de radar: detecciones realizadas por radares primarios que no se identifican a sí mismas.
- Luces nocturnas: luces de distintos colores que no se pueden asociar a las luces anticolisión de aeronaves convencionales.

#### Encuentros cercanos
Son los realizados a menos de 500 pies (150 metros) y se dividirían en tres tipos:
- Primer tipo: es cuando se divisa un objeto no identificado volando o en el suelo, en este último supuesto lo avistado no sería un ovni, pero se decidió incluirlo si se le suponía la capacidad de volar. Es el que más casos reúne, según Hynek.[53]
- Segundo tipo: para Hynek se da cuando el objeto deja cualquier tipo de huella, como vegetación quemada o marcas en la tierra.[54]
- Tercer tipo: aparece cuando se observa a un tripulante. Es la más escasamente reportada.[nota 8]

Posteriormente otros escritores como Fabio Zerpa las ampliaron a seis:
- Cuarta fase: el testigo ingresa en la nave, como en los casos de abducción.
- Quinta fase: contactos telepáticos, de mente a mente.
- Sexta fase: señales radiales o radioastronómicas.[nota 9]

### Clasificación de los ovnis por su forma

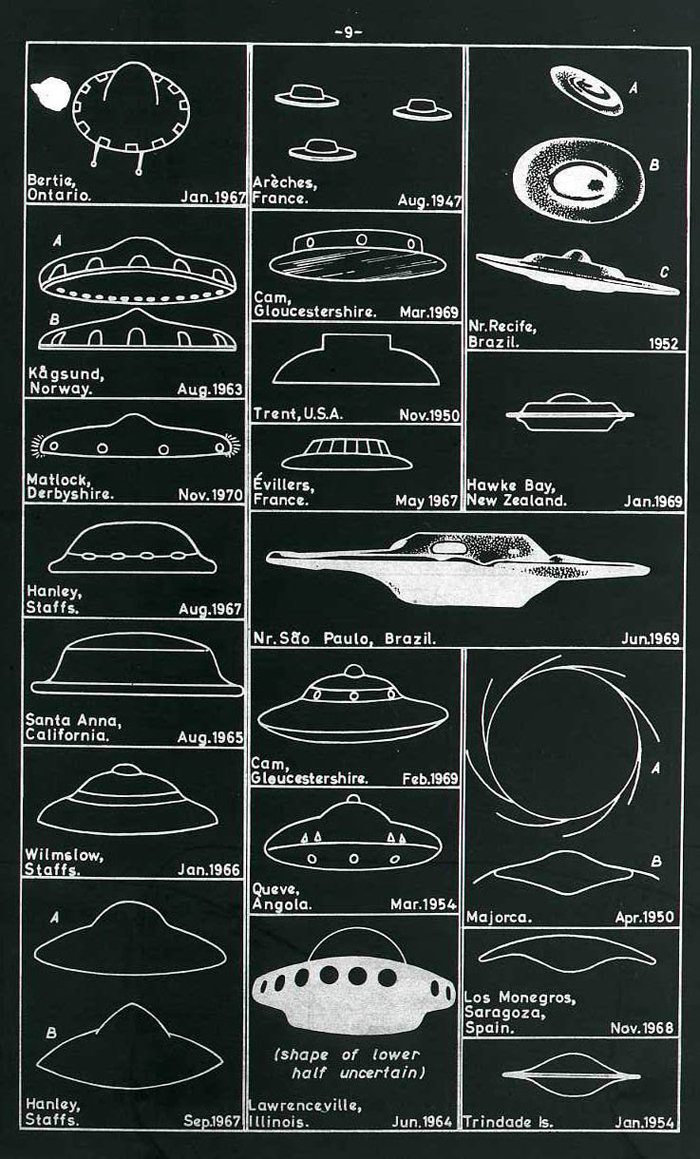
Diversas formas de ovnis de tipología "platillo".

Para Hynek, los avistamientos lejanos contemplarían tres configuraciones diferentes: luces nocturnas, ecos de radar y discos diurnos. Para otros las formas presentadas por los ovnis son muy variadas; tanto es así que Ballester Olmos califica de inútil cualquier clasificación, porque todos los «casos positivos», los que no se pueden explicar, son únicos. No existe una tipología clara ni un patrón que se repita. Para complicar más la situación, muchas de las descripciones se obtuvieron mediante declaraciones únicas y por consiguiente resultaron imposibles de verificar. Pese a todo se han apuntado ciertas formas, más o menos coincidentes.

### Resultados

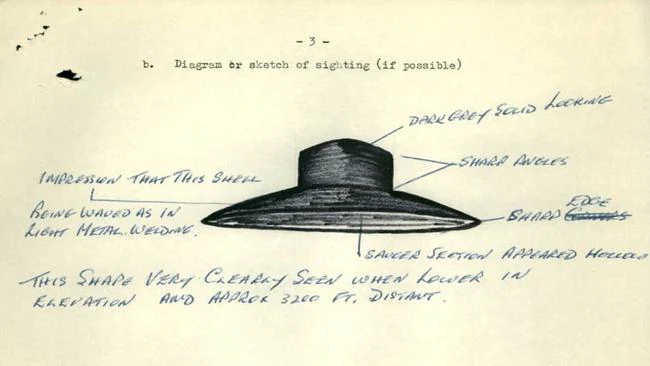
Dibujo ovni, de autenticidad desconocida, atribución y fecha no especificadas. Uno de los cientos de archivos resultantes de la orden de 1995 del expresidente estadounidense Bill Clinton a la CIA de desclasificar todos los documentos con «valor histórico» que tenían al menos 25 años de antigüedad.

En 1969 la USAF había reunido unos 40 000 informes Wilding-White que daban como resultado:
- El 27 % de los expedientes ovni resultaron ser estrellas, planetas y otros objetos astronómicos.
- Otro 27 % de los expedientes se debieron a globos y aviones.
- Un 23 % fue producido por meteoritos, satélites artificiales y otros objetos cercanos a la Tierra.
- Hubo un 23 % que quedó sin explicación, pero se hicieron suposiciones sobre la mayoría de dichos casos y se afirmó que podían haberse resuelto si los observadores hubiesen dado más datos.

Con el tiempo, varias fuerzas aéreas y organismos independientes han realizado investigaciones similares, como la presentada por Ballester Olmos. Las conclusiones han sido análogas, llegando también a unos porcentajes parecidos, es decir, y agrupados por número de casos causados, en primer lugar estarían las observaciones provocadas por objetos fuera de la órbita terrestre, en segundo lugar aparecerían los producidos por objetos de fabricación humana, después vendrían las causadas por objetos ubicados cerca de la órbita terrestres, en cuarto lugar estaría un porcentaje provocado por fenómenos que no son objetos (espejismos, reflejos, fenómenos atmosféricos...) y una pequeña cantidad de la que no se logró determinar su procedencia. Pero Ballester Olmos, tras investigar los informes desclasificados por el Ejército del Aire español, redujo los casos sin explicación a un 7 %, nueve informes en total.
Poco después de concluir el Proyecto Libro Azul, también en 1969, se publicaron las conclusiones de un informe solicitado el año anterior con el fin de conocer las posibilidades de realizar un estudio posterior más amplio que aportase nuevos conocimientos científicos. Dicho trabajo se denominó Informe Condon, por ser encargado al físico Edward Condon.
Sus conclusiones fueron:
- Los informes ovni no presentan ningún desafío para la ciencia contemporánea por no encontrarse en ellos ningún fenómeno desconocido de la Naturaleza.
- Estas observaciones y testimonios no constituyen ninguna prueba de presencias extraterrestres.
- Los ovnis no suponen un peligro para la seguridad de los Estados Unidos.
- No se recomendaban más investigaciones en el campo de la física, mecánica o aeronáutica; pero los ovnis, mantenía el informe, sí podían ser un objeto de estudio interesante para ciencias sociales como la psicología o la sociología.

Pese a las conclusiones arrojadas por el Proyecto Libro Azul y el Informe Condon, la literatura sobre los objetos volantes no identificados ha seguido produciéndose sin descanso. Autores como Fernando Frías indican que dicha literatura carece de rigor, en muchos casos, pues no se realizan confirmaciones de las declaraciones dadas por los testigos y en varias ocasiones son afirmaciones falsas.
El 25 de junio de 2021 Estados Unidos publicó un informe sobre fenómenos aéreos no identificados. La conclusión del reporte elaborado por la oficina del director nacional de Inteligencia es que no tienen respuestas por el momento para explicar cientos de avistamientos inusuales. Simultáneamente, la Asociación Aeronáutica y Astronáutica de Francia, también publicó su propio informe ovni.

## Interpretación

### Hipótesis extraterrestre

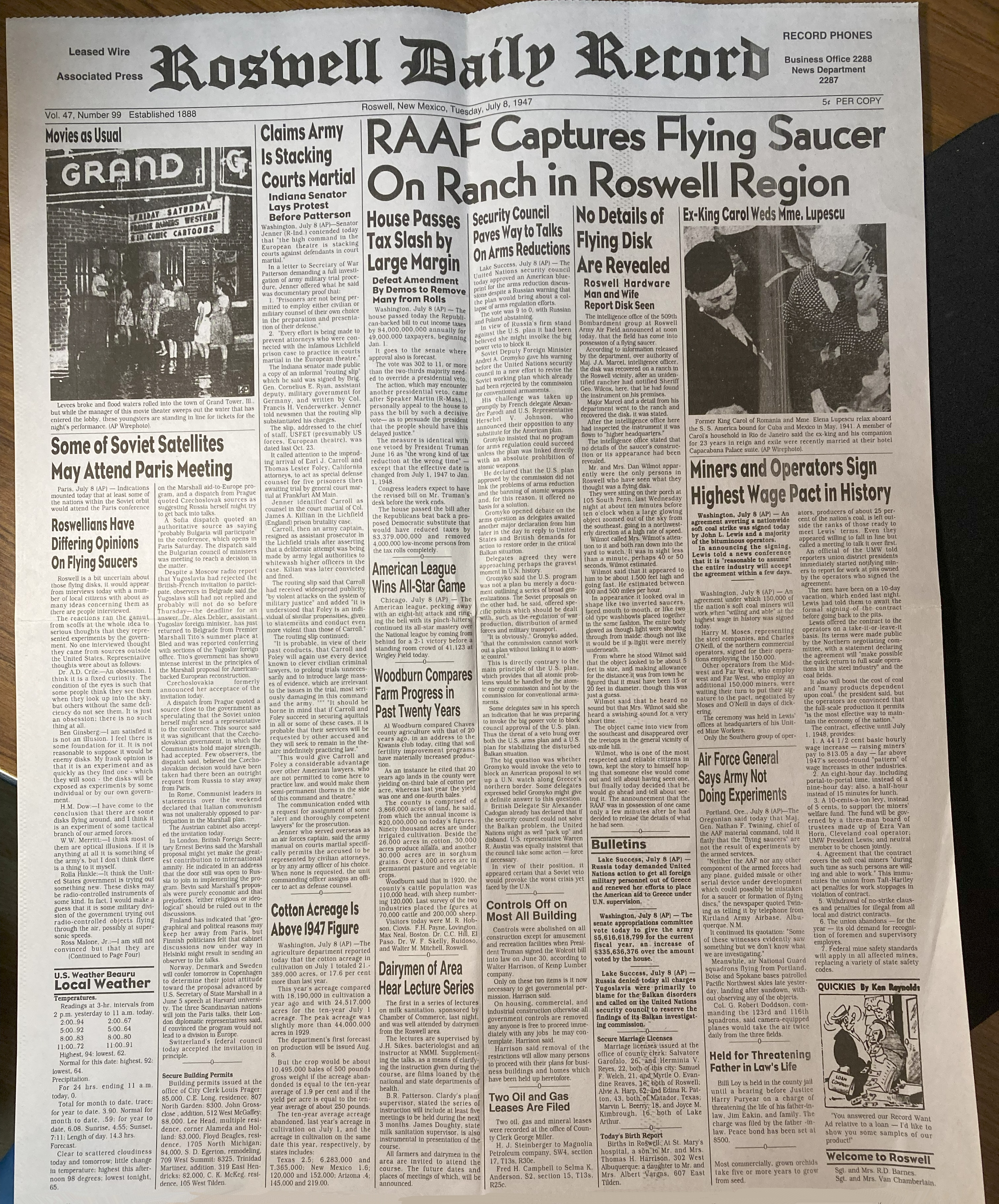
Un diario de Roswell del 8 de julio de 1947 informa sobre un caso ovni.

La idea de que los ovnis son naves extraterrestres se planteó ya con el Incidente de Roswell y ha sido una explicación recurrente desde aquel momento. Los escépticos suelen emplear un principio básico de la ciencia según el cual «para poder afirmar la existencia de fenómenos extraordinarios se requieren pruebas concluyentes». Hacen hincapié en que no se han aportado pruebas fiables que respalden la hipótesis de que el fenómeno ovni mantiene relación con naves extraterrestres. El doctor Neil DeGrasse Tyson afirma contundentemente que si se ve algo en el cielo desconocido para nosotros no se debe concluir cualquier cosa, sino «dejar de hablar».

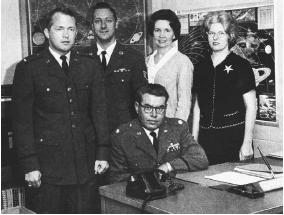
Personal del Proyecto Libro Azul

La ausencia total de pruebas ha sido una constante cuando se trata de indicar un origen extraterrestre. Participantes en el Proyecto Libro Azul, como Donald Keyhoe, manifestaron muy pronto que las pruebas debían existir, pero las fuerzas aéreas estadounidenses las retenían. La hipótesis del encubrimiento o teoría conspirativa ha sido esgrimida por los defensores de la procedencia extraterrestre cuando se solicitan evidencias. Los escépticos continúan afirmando que la carga de la prueba le corresponde a quien hace la afirmación.
Si las fuerzas armadas ocultan las que poseen les correspondería a los defensores del vínculo extraterrestre-ovni aportar otras. La razón por la cual los defensores de dicho vínculo nunca reúnen ni enseñan sus evidencias la dio supuestamente Gray Barker. Barker informó en 1956 al público en general sobre la existencia de unos individuos, a los que denominó «hombres de negro» por la indumentaria que lucían —MIB, por sus siglas en inglés men in black—, que amenazaban a periodistas como Albert K. Bender con funestas consecuencias en el caso de continuar revelando secretos sobre la procedencia de los ovnis.
Respecto a la capacidad de los MIB para neutralizar cualquier prueba definitiva sobre el origen de los ovnis se alegan experiencias con sistemas muy cerrados y reticentes a la entrega de información. Así, la historia demuestra que de la Unión Soviética se obtuvo información pese a que su régimen llegó a quemar vivos a los traidores. En el caso del Proyecto Manhattan los soviéticos lograron obtener datos precisos para saber lo que se probaba y los resultados obtenidos en Álamo Gordo.
Incluso de Corea del Norte se han obtenido pruebas verificables y contrastables sobre los movimientos de prisioneros para investigar con ellos armas biológicas.

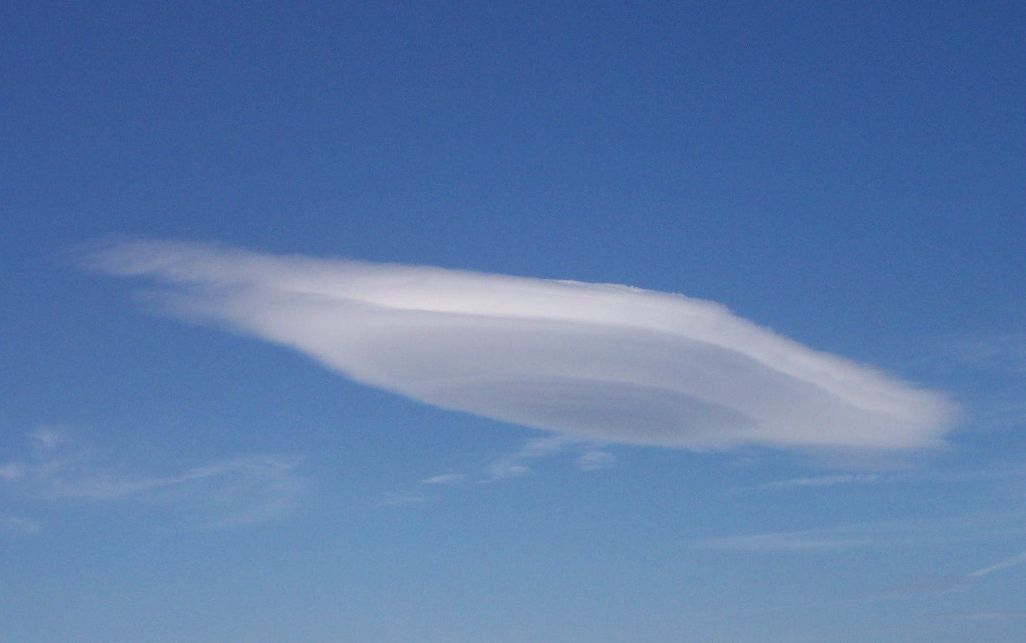
Nube lenticular reportada como ovni debido a su peculiar forma

Científicos como Edward Gondon, Donald Menzel o Carl Sagan han afirmado que, cuando los informes de ovnis se estudian en profundidad, la mayoría de los casos logra ser identificado con certeza en porcentajes parecidos a los arrojados por el Proyecto Libro Azul, es decir, fraudes, alucinaciones, malas interpretaciones y, sobre todo, pareidolias de fenómenos conocidos (cometas, fenómenos atmosféricos, satélites, basura espacial, aviones, prototipos de naves terrestres, nube lenticular, etc.). A lo que los defensores de la conexión ovni-extraterrestre mantienen que lo importante radica en ese pequeño porcentaje de no identificados. Es la llamada falacia del residuo.
Esta postura es respondida por los escépticos afirmando que la falacia residual no prueba nada porque la existencia de un pequeño porcentaje inexplicado es común a cualquier disciplina con un número considerable de casos. Así, en criminología siempre quedan algunos asesinatos sin aclarar y lo mismo en los accidentes de tráfico, siempre existe un pequeño porcentaje que no puede ser explicado.
Pese a los argumentos en contra, la ufología ha formulado varias conjeturas o hipótesis sobre la procedencia del pequeño índice de casos sin resolver:
- Hipótesis intraterrestre: es la que afirma que la Tierra es casi hueca y en su interior habita una civilización mucho más avanzada que la humana.
- Hipótesis interdimensional: postula que los ovnis provendrían de otras dimensiones dentro de otros planos de nuestro Universo, o en dimensiones no pertenecientes a nuestro universo, es decir del multiverso. Sus tripulantes serían seres pertenecientes a esas dimensiones.
- Hipótesis intertemporal: defiende que el origen de los ovnis estaría en tiempos pasados o futuros y que, por tanto, sus tripulantes serían seres (humanos o no humanos) pertenecientes a estos lugares y otros tiempos. Indicándose que estos seres poseerían los medios para poder viajar en el espacio-tiempo.
- Hipótesis de los proyectos secretos: es la que defiende que una gran parte de las observaciones no explicadas corresponden a nuevos prototipos aeronáuticos con tecnología furtiva, motores con mínimas emisiones de luz y calor, toberas orientables, hipervelocidad y otros adelantos que no los hacen fácilmente identificables, ni siquiera por pilotos y radaristas civiles. Aparatos como el SR-71 fueron totalmente secretos, pese al gran número de corporaciones y personas que trabajaron en él, hasta que el Gobierno estadounidense decidió revelar su existencia bajo dos palabras «Proyecto Aurora», en información recogida por Juan Antonio Guerrero.[67] Según Luis Alfonso Gámez y otros autores,[8] en este caso los ufólogos y los medios donde suelen escribir hacen la veces de «tontos útiles». Así contribuyen a expulsar las miradas de otro tipo de prensa sobre los hechos, reduciendo las noticias de nuevos prototipos y sus capacidades a un círculo pequeño y poco acreditado. Semejanzas similares se han entablado entre varias observaciones que posteriormente han encajado con la forma del Lockheed F-117 Nighthawk o el Northrop Grumman B-2 Spirit.

### Jung y fundamentación psíquica
La idea de la necesidad del misterio parece algo consustancial al ser humano. El hecho de recibir una explicación plausible sobre lo que se ve puede restar espacio a la fantasía. Así, varios autores no utilizan la denominación «fenómeno», sino «mito» y, en otros casos, «síndrome». El término «síndrome ovni» fue utilizado por autores como Fernando Jiménez del Oso para indicar que los observadores de luces sin identificar están afectados por varias variables además del emisor de las luces. Por su parte, Julio Arcas indicó que los avistamientos ovni son relatos orales en su mayoría, forman parte de la tradición oral del siglo XX para los occidentales.

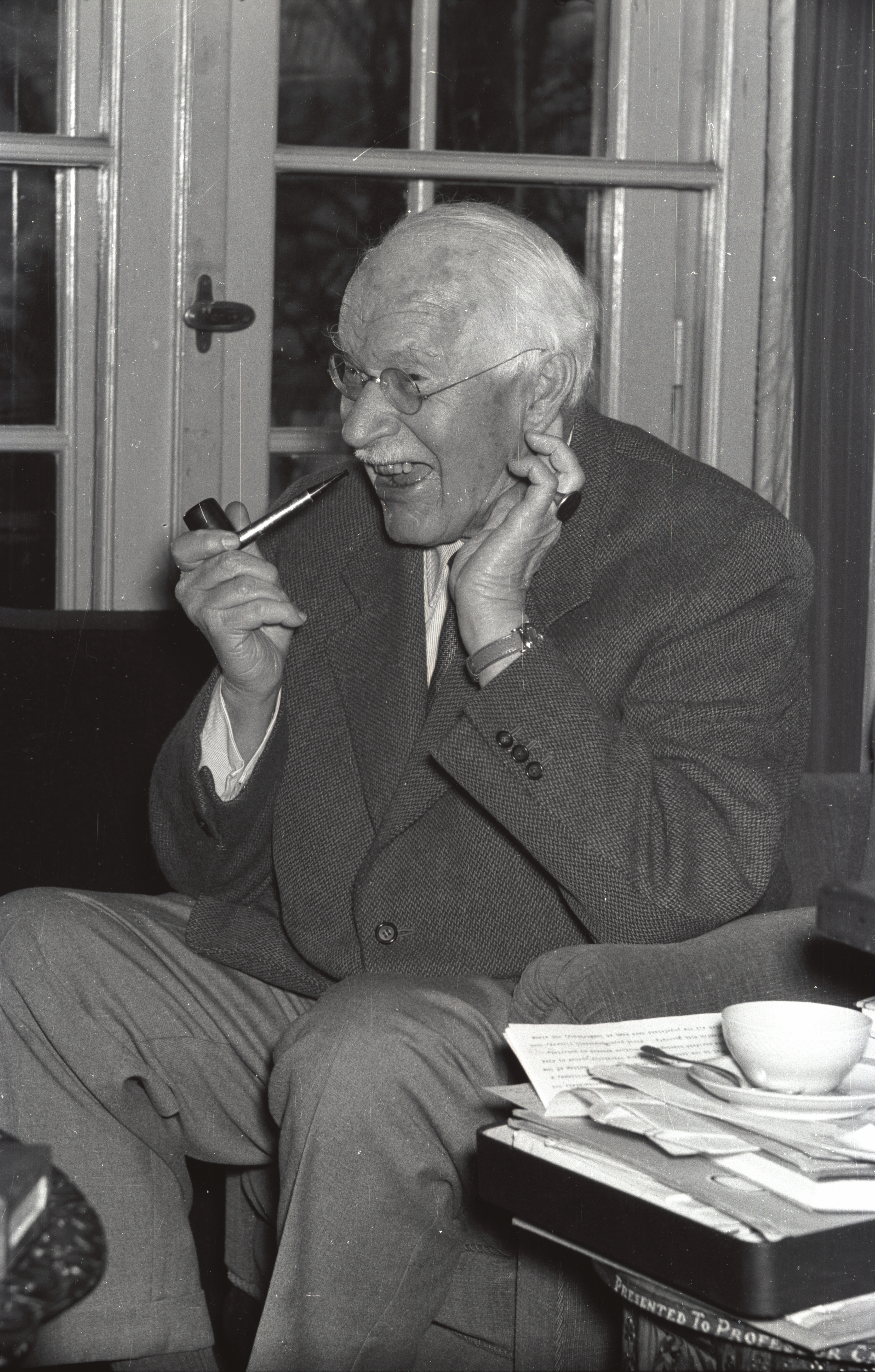
Jung entrevistado en 1955 en su casa de Küsnacht.

Mucho antes de los autores antes citados, el psiquiatra y psicólogo suizo Carl Gustav Jung postuló su tesis para explicar por qué parece más deseable que los ovnis sean naves extraterrestres que no cualquier otro fenómeno conocido. Jung publicó en 1958 su obra Un mito moderno. De cosas que se ven en el cielo en la que ahonda en el rumor mundial sobre los «platillos volantes». En el prólogo de la edición angloestadounidense, Jung alude a un artículo de 1954 escrito para el semanario suizo Die Weltwoche en el que mostraba su escepticismo. En 1958, la prensa mundial descubrió dicha entrevista divulgándose la noticia a nivel internacional, pero de manera distorsionada, citándosele como creyente en los ovnis. A pesar de dirigir una rectificación a la agencia United Press, la versión auténtica de su opinión se ignoró. Finaliza aludiendo a que «este notable hecho merece el interés del psicólogo. ¿Por qué la existencia de platillos volantes parece más deseable que su no existencia?».
En dicho comunicado a United Press International aclara sin embargo que no puede afirmar nada sobre la cuestión de la realidad o irrealidad física de los ovnis, pues no posee pruebas suficientes ni a favor ni en contra. Debido a ello se ocupa solamente del aspecto psicológico del fenómeno, sobre el cual se dispone de mucho material.

He formulado mi posición ante la cuestión de la realidad de los ovnis con la frase: «La gente ve algo, pero no sabemos qué es». Esta formulación deja abierta la cuestión del «ver»: se puede ver algo material, pero también se puede ver algo psíquico. Las dos cosas son realidades, pero de tipos diferentes.

Para escritores como Patrick Harpur, el ensayo de Jung sigue siendo uno de los más agudos análisis de apariciones aéreas. Fue «dedicado a Walter Niehus (su yerno, casado con su hija Marianne), arquitecto, como muestra de agradecimiento por haberme inducido a escribir este librito». En el prólogo comienza aludiendo a la conclusión a la que llegó en el artículo de 1954 ya citado: «Se ve algo, pero no se sabe qué. Incluso resulta casi imposible hacerse una idea correcta de estos objetos, pues no se comportan como cuerpos sino con la ingravidez de los pensamientos. No ha habido hasta ahora ninguna prueba indudable de la existencia física de los ovnis excepto en los casos en que se ha producido un eco en el radar».
Jung añade que desde entonces y «durante más de un decenio la realidad física de los ovnis ha seguido siendo un asunto sumamente problemático». Y que «cuanto más se prolongaba la incertidumbre, tanto más probable se fue haciendo que en ese fenómeno, evidentemente complicado, incidiera también, además de una posible base física, un importante componente psíquico. Esto no tiene nada de asombroso al tratarse de un fenómeno aparentemente físico que se caracteriza, por una parte, por su frecuencia, y por otra, por lo extraño y desconocido, incluso por lo contradictorio de su naturaleza física. Un objeto semejante provoca como ninguna otra cosa la fantasía consciente y la inconsciente, produciéndose suposiciones especulativas y narraciones fantasiosas con el fondo mitológico propio de estas excitantes observaciones».
Así, Jung establece tres modos de ver el fenómeno: un proceso real objetivo, físico, o percepción primaria, genera una fantasía o mito concomitante; una fantasía primaria inconsciente, un arquetipo, invade la consciencia con ilusiones y visiones; se produce una coincidencia sincronística acausal y plena de sentido, especialmente en fenómenos vinculados a procesos psíquicos arquetípicos.
Finalizaba el prólogo indicando que carece de medios para aportar algo útil a la realidad física del fenómeno, ocupándose casi exclusivamente del aspecto psíquico. Aun así reconoce «que por desgracia hay buenas razones por las que no puede darse por concluido el asunto de manera tan sencilla». Bien es cierto que las proyecciones psíquicas de carácter mitológico no son causadas por el fenómeno ovni al haber existido siempre, con o sin ovnis. El mito se fundamenta en lo inconsciente colectivo y su proyección siempre ha tenido lugar. Así, la proyección como ovni, junto con su contexto psicológico, el rumor, es un fenómeno propio de nuestra época, característico de ella.

Es seguramente significativo de nuestra época que el arquetipo, en contraposición a las formas anteriores, adopte una forma neutra, incluso técnica, para eludir el escándalo de la personificación mitológica. Lo que tiene apariencia técnica llega al hombre moderno sin dificultad.

Aún resta abordar el carácter real del fenómeno, ante lo cual Jung plantea tres posibilidades: la hipótesis de ausencia de gravedad o antigravitación que conlleva el fenómeno lo deja en manos de la física; el fenómeno ovni como materialización psíquica, es decir, que la psique llegue a materializar el fenómeno ovni, lo considera aún menos probable; podría tratarse de un fenómeno sincronístico: la situación de la humanidad, por un lado, y el fenómeno de los ovnis como realidad material real pero desconocida, por otro, no se hallan en ninguna relación causal mutua cognoscible pero parecen coincidir en su sentido. Es decir, se proyectan contenidos de lo inconsciente sobre dichos fenómenos celestes reales pero indeterminados, dotándoles de un significado que no merecen en absoluto.
El ensayo de Jung representó un punto de inflexión que hizo énfasis en la característica fundamental del fenómeno ovni: su carácter mercurial, es decir, su capacidad aparente de ser tanto físico como psíquico, objetivo y subjetivo, externo e interno, temporal y atemporal, espacial y aespacial, real (deja huellas, ecos en el radar) y mitológico o hecho de la materia de los sueños. El enfoque unilateral de una u otra de sus características da lugar, ya sea a una hipótesis extraterrestre focalizada en la realidad exterior en detrimento de la subjetividad del observador y su dependencia del mito técnico moderno desde el que deconstruye la realidad, ya a un escepticismo radical justificadamente compensatorio que niega el fenómeno pero que lo hace desde un paradigma científico racionalista incompatible con la volatilidad mercurial anteriormente mencionada, al fin y al cabo para Jung entre psique y materia existe un continuum, mientras que para la ciencia la psique es un mero epifenómeno evolutivo de la materia biológica:

Dado que psique y materia están englobadas en un solo mundo, mantienen entre sí un contacto permanente y, finalmente, se basan en factores trascendentales irrepresentables, existe no sólo la posibilidad, sino incluso cierta probabilidad de que materia y psique sean dos aspectos diferentes de una misma cosa. Los fenómenos de sincronicidad apuntan, a mi parecer, en esta dirección, ya que sin una relación causal lo no psíquico se puede comportar como psíquico y viceversa.

Los ovnis serían más bien de naturaleza «psicoide», es decir, tienen por base una realidad, también denominada unus mundus, que integra y supera los opuestos anteriormente mencionados de materia y psique.
En resumen. La tesis de Jung se aproxima al fenómeno ovni desde sus dos vertientes fundamentales, siendo dos y no una, como erróneamente se cree, las hipótesis planteadas por el psicólogo suizo:
1. Por un lado se trataría de una proyección psíquica arquetípica y colectiva, un rumor visionario convertido en mito, compensatorio del miedo e incertidumbre generados por la situación política de la época: la escisión del telón de acero y la superpoblación creciente, generándose así tanto figuras semidivinas celestes, ángeles racionales salvíficos y redentores, como la propia imagen más común del ovni, la circular, que para Jung remite al mandala, símbolo de la totalidad que integra los opuestos y figura cardinal del arquetipo del sí-mismo.
2. Pero asumiendo que a pesar de todo haya pruebas de una cierta realidad objetiva, habría que caracterizar este fenómeno como un caso de sincronicidad, una coincidencia correspondiente al sentido entre hechos subjetivos y objetivos, verificando la existencia de un unus mundus, realidad desconocida con propiedades tanto materiales como psíquicas, de tal modo que todo acontecimiento material implicaría eo ipso un fenómeno psíquico y viceversa.

El paréntesis introducido por Jung será el precedente más directo de las hipótesis psicosociológicas y paraufológicas que surgieron años después para tratar de explicar el fenómeno ovni acudiendo a confusiones o errores de interpretación moldeados por la psicología del testigo y el ambiente sociológico del momento.

### Hipótesis psicosocial
En 1977, el ufólogo francés Michel Monnerie publicó el libro Et si les ovnis n'existaient pas? donde planteaba que el fenómeno ovni es un mito surgido en la era espacial y con una base absolutamente psicosocial. Los testigos interpretan erróneamente y transforman imaginativamente fenómenos convencionales por medio de condicionamientos culturales y autosugestión. Pasaríamos por tanto del énfasis en el objeto externo en detrimento de la psicología del testigo, propio de la hipótesis extraterrestre, al otro lado de la balanza, experiencias subjetivas plenamente psíquicas sin agente externo.
La hipótesis psicosocial o psicosociológica se puede definir como:

Se trata de una corriente que se ha alejado del estudio convencional del caso ovni y la supuesta materialidad del objeto observado para poner atención en el testigo, en la sociedad en la que la información se produce y en la cultura en la que el mito extraterrestre se ha desarrollado. Se considera a sí misma como una ufología crítica, centrada no ya en el «objeto» ovni, sino en el objeto sociocultural que el ovni representa.

Esta negativa de la realidad objetiva de los ovnis atrajo la atención de los investigadores más racionalistas que ya cuestionaban la hipótesis extraterrestre, entre ellos Bertrand Méheust, quien mostró que la imaginería ovni desarrollada a partir de 1947 ya figuraba representada desde hacía décadas en la literatura de ciencia ficción, ampliando posteriormente dicho paralelismo al folclore, los mitos y las leyendas ancestrales.
Gradualmente fue conformándose la denominada «nueva ufología» a partir de representantes provenientes de la escuela paraufológica iniciada por Jacques Vallée, que aun presentando a su vez fundamentos sociológicos terminaría desarrollando su propia hipótesis homónima.
Sin embargo, la crítica principal hacia los nuevos escépticos ha corrido pareja a la de sus antecesores: la inabarcabilidad del carácter absurdo y genuinamente anómalo del fenómeno ovni ha terminado por gestar un nuevo reduccionismo polarizado exclusivamente en los procesos psicosociales. La interpretación mítica, antropológica y cultural resulta inevitable, pero no implica per se un negativismo de toda aquella casuística inexplicada y aun a falta de demostración.

#### Hispanoamérica y España
El ufólogo chileno Sergio Sánchez Rodríguez desde su hexalogía Pasaporte a Ovnilandia y sus editoriales en la revista La Nave de los Locos es partidario del enfoque psicosocial al igual que los ufólogos españoles Félix Ares De Blas y David Gustavo López.

### Hipótesis paraufológica

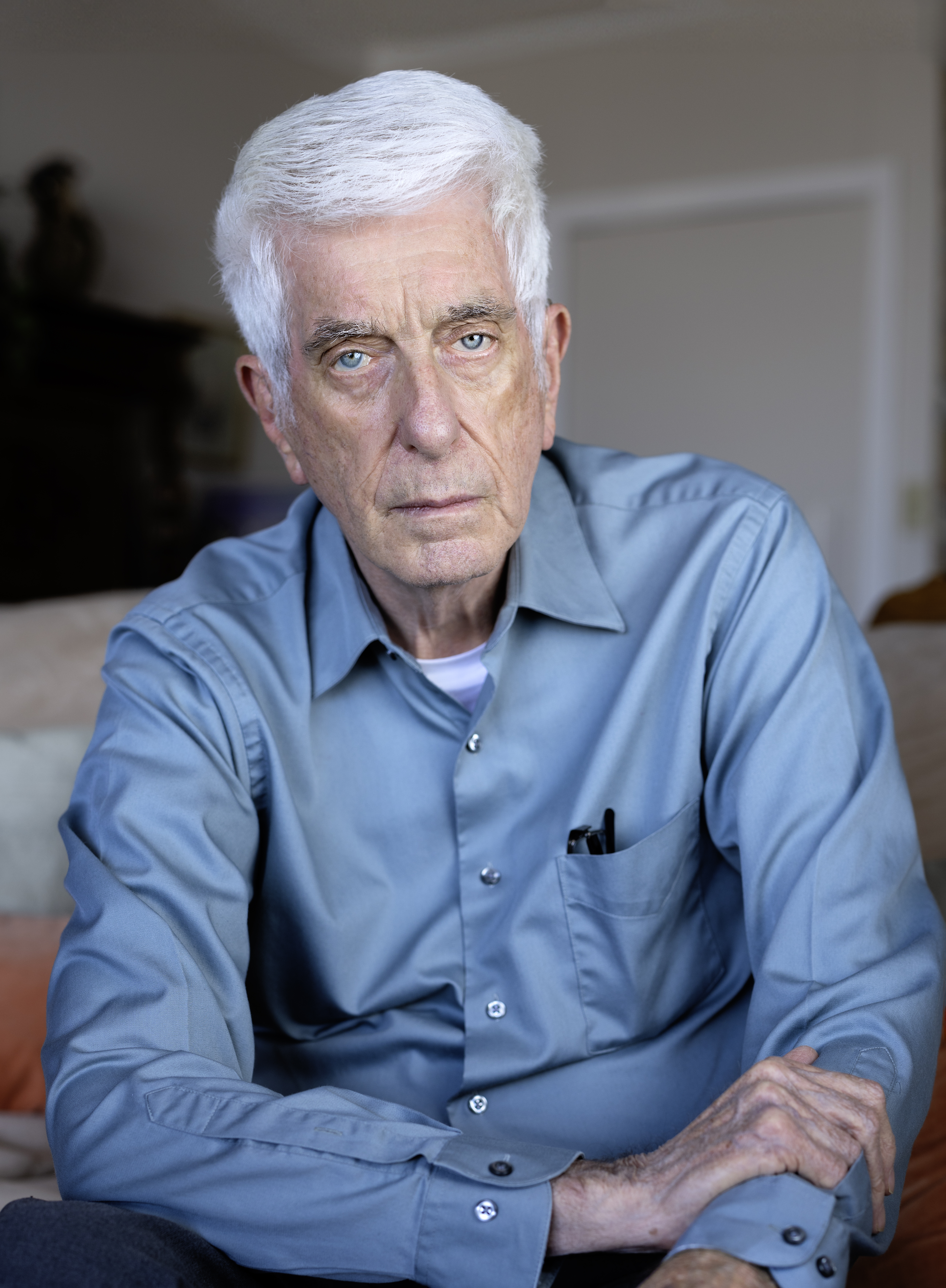
Jacques Vallée en su casa en 2024

De la actual polarización entre la hipótesis extraterrestre, defensora del fenómeno físico, y la hipótesis psicosocial, defensora de un igualmente exclusivo fundamento psicosociológico, emerge la hipótesis paraufológica o interdimensional. Esta corriente tuvo sus inicios en la obra anteriormente expuesta del psiquiatra Carl Gustav Jung, siendo desarrollada posteriormente por autores como Jacques Vallée, John A. Keel y Jerome Clark, entre otros.
Tal y como la define el investigador Moisés Garrido «esta hipótesis descarta la naturaleza material de los ovnis, centrándose en su contenido simbólico y en sus aspectos subjetivos, psíquicos y parafísicos. Propone, a su vez, la existencia de agentes o entidades interdimensionales (ultraterrestres) que manipulan nuestra realidad, deconstruyen nuestras creencias heredadas culturalmente y provocan estados modificados de conciencia en los testigos, algunos de los cuales desarrollan ciertas facultades psi y experimentan un despertar de la conciencia».
En 1969 sería publicada la obra señera y fundacional Pasaporte a Magonia, trabajo principal del considerado por algunos, como el mejor ufólogo del mundo Jacques Vallée. Dicha obra supuso un cambio radical en la interpretación del fenómeno ovni. El autor francés vincula en ella los ovnis con las hadas, los elfos y las apariciones de la Virgen, es decir, tras manifestaciones históricas aparentemente discordantes y divergentes se vislumbraría un mismo y unívoco fenómeno camaleónico (por ejemplo, el paralelismo entre los raptos de las hadas de las leyendas feericas europeas y las modernas abducciones extraterrestres), cuya motivación última apuntaría a algún tipo de manipulación, sistema de control o influencia sobre nuestro psiquismo, creencias y patrones socioculturales.
Un año después saldría a la luz una segunda obra, Operación Caballo de Troya, del ufólogo John A. Keel, en la que planteaba que los ovnis no provienen de otros planetas sino de otras dimensiones, serían el disfraz de un fenómeno oculto inteligente, manifestaciones que aparentan una presunta realidad mimetizándose en función de la época y el contexto cultural en el que se expresan, cual caballos de Troya.
La presente hipótesis replantearía y relativizaría nuestra actual concepción de lo que es la realidad. Precisamente el fenómeno ovni operaría desde una realidad extraordinariamente compleja y ambigua, mercurial, imposible de definir desde la simple materialidad y, consecuentemente, de aprehender desde el método científico al uso. Es este carácter cuasionírico el que lleva a hacer entrar en escena el papel que juega el psiquismo humano, el fenómeno no puede ser estudiado ni explicado desde una perspectiva unilateral, ya sea física (excluye los ingredientes psíquicos, psicopatológicos, parafísicos, mitológicos y folclóricos), ya psíquica (obvia su aparentemente imposible manifestación material), el fenómeno ovni no tiene una existencia separada del observador, la psique se vislumbra materializada, y viceversa, la materia acontece psiquizada.
Dentro del amplio abanico de determinantes psíquicos del fenómeno ovni, la hipótesis paraufológica enfatiza y, a su vez, evidencia la existencia concomitante de facultades y fenómenos paranormales en una significativa muestra estadística de los testigos afectados. Esta vinculación entre el fenómeno y lo paranormal conlleva el planteamiento de hipótesis acerca de la posible función mediadora ejercida por la mente del testigo entre la experiencia ovni y la presencia de dicha fenomenología antes, durante y después del encuentro, de una conexión de su psique inconsciente con otros planos de la realidad, con una interdimensionalidad que no es análoga a nuestro universo tridimensional.

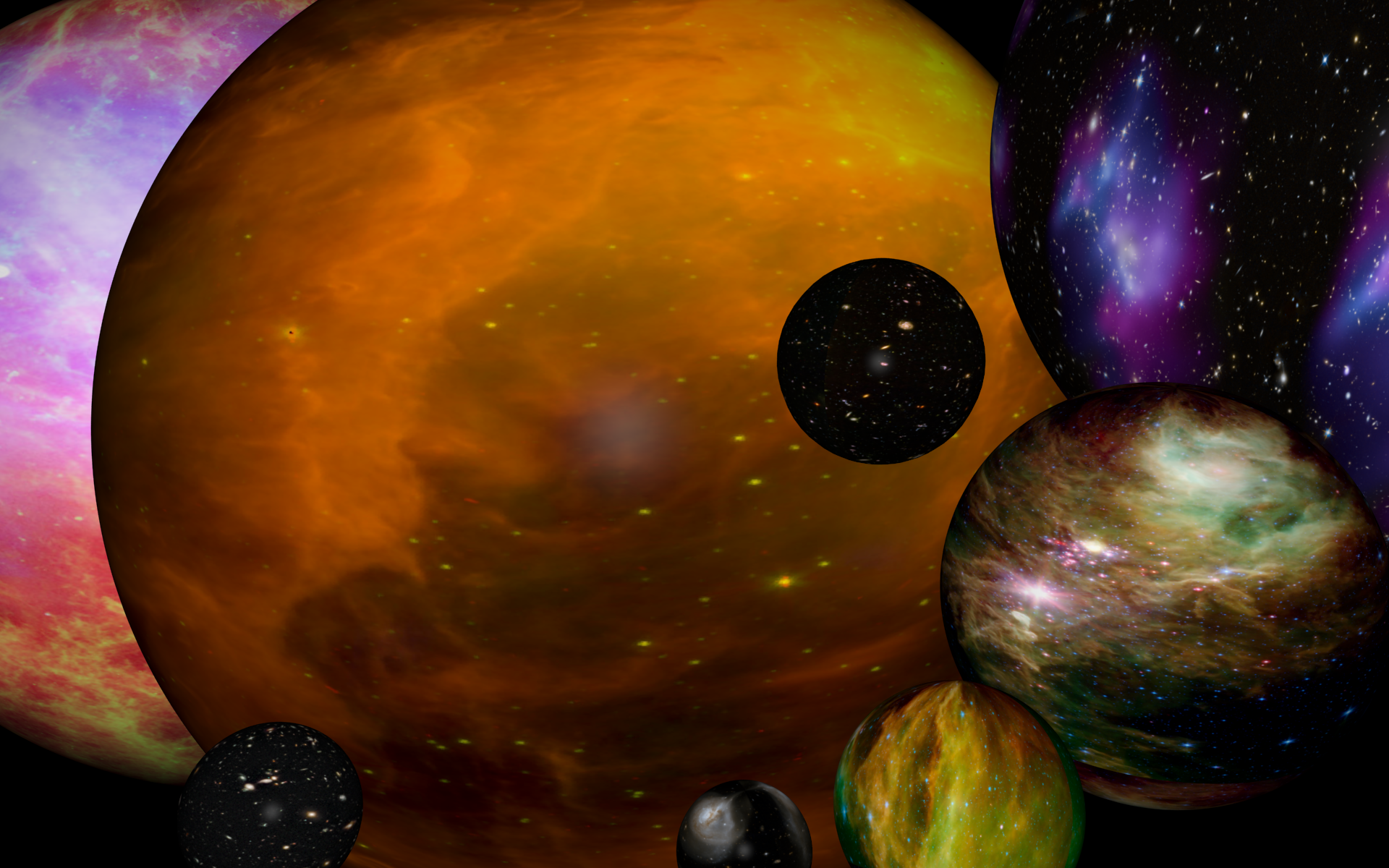
Representación artística del multiverso

La paraufología apelaría por tanto, a fin de no caer en la unilateralidad de las hipótesis que la preceden, a la necesidad de contemplar otros niveles de la realidad, planos de existencia o universos múltiples, con el fin de ensamblar adecuadamente la variada y complejísima fenomenología ovni (comportamiento absurdo, transgresión espacio-temporal, naturaleza psicoide, componente parafísica). Con ello también confrontaría la pregunta central propia de la hipótesis extraterrestre, a saber, la presunta realidad material del fenómeno. Serán nuestras facultades psíquicas, a modo de puentes, las que nos permitan conectar con dicha interdimensionalidad y abrir la puerta a la manifestación bidireccional del fenómeno, aunque ello dé lugar a su vez a un replanteamiento de la verdadera naturaleza de nuestra psique, cuya interpretación neurocientífica actual se posiciona distante de tales hipótesis. Jacques Vallée realizó una síntesis en su obra de 1988 Dimensiones:

Creo más bien que el fenómeno ovni es una indicación de la existencia de otras dimensiones más allá del espacio-tiempo. Puede que los ovnis no procedan del espacio sino de un multiverso que nos rodea y cuya inquietante realidad hemos persistido en refutar a pesar de las pruebas que tenemos desde hace siglos. Una teoría semejante es necesaria para explicar al mismo tiempo los casos modernos y las crónicas de Magonia, las abducciones y la componente psíquica.

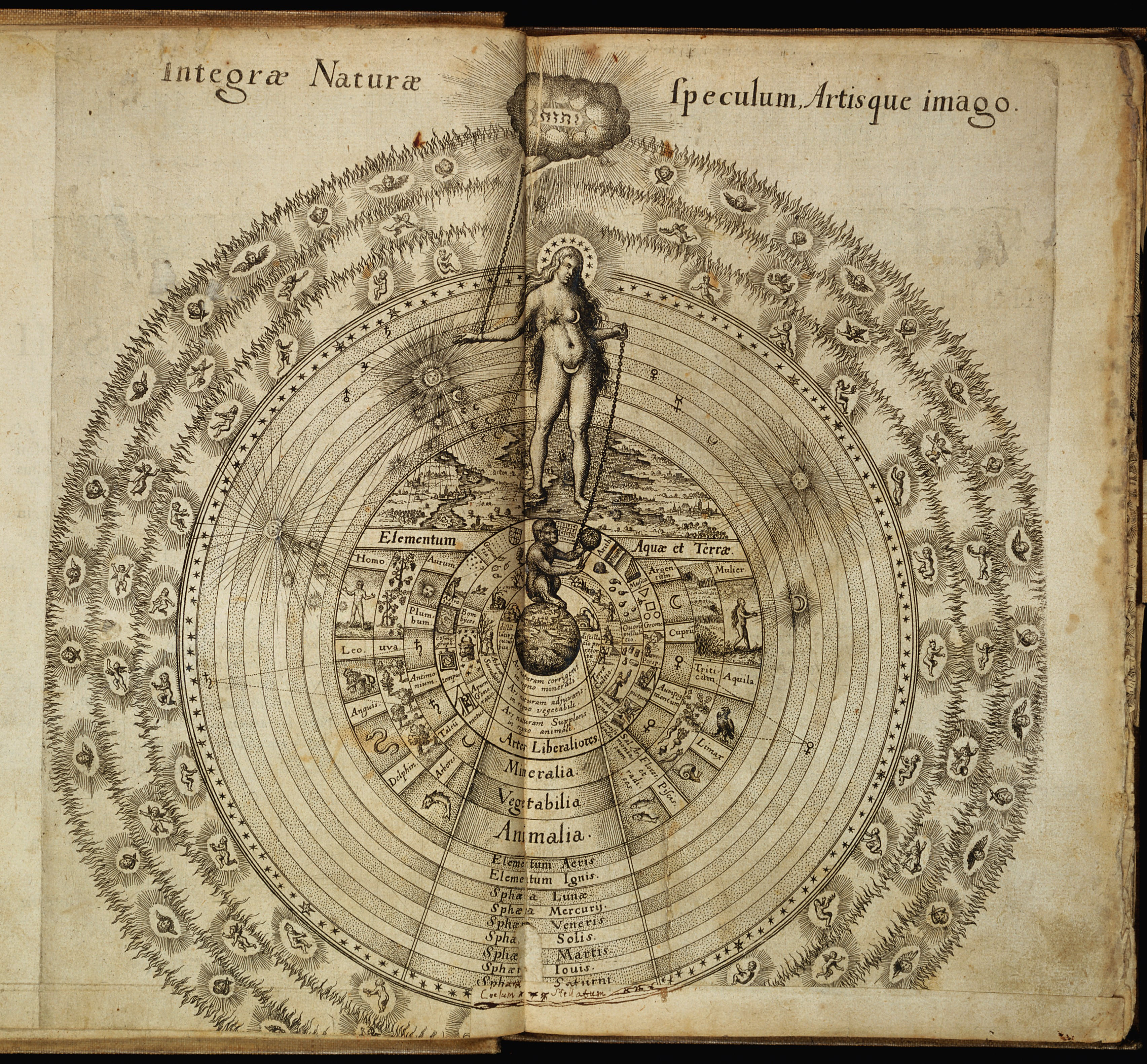
Representación del Anima mundi en Robert Fludd

Cabe destacar como autor relevante al inglés Patrick Harpur y su obra Realidad daimónica. En ella redirige la atención al núcleo central del análisis del fenómeno ovni: cuál es la verdadera naturaleza de lo que denominamos realidad. Para Harpur la realidad literal es solo un tipo de realidad derivado de una realidad suprema o daimónica que es metafórica e imaginativa más que literal y empírica. Nuestra realidad literal es menos real que la realidad daimónica, es el producto del literalismo, que en realidad es una manera de ver el mundo, una perspectiva sobre el mundo. Este reino intermedio de la realidad daimónica lo equipara al de la realidad psíquica de lo inconsciente colectivo de Jung, al Mundus Imaginalis de Henry Corbin, a la Imaginación en William Blake o al Anima mundi neoplatónico. El Alma del Mundo mediaría entre el Uno, u origen trascendente de todas las cosas, y el mundo material y sensorial. Son los dáimones (ovnis y fenómenos paranormales) los pobladores del Anima mundi, los mediadores entre ambos extremos de la realidad y los que conectarían a dioses y hombres.

Todo lo daimónico es un intermedio entre dios y mortal. Interpretando y transmitiendo los deseos de los hombres a los dioses y los deseos de los dioses a los hombres, permanece entre ambos y llena el vacío (...). Un dios no tiene contacto con los hombres; sólo a través de lo daimónico se dan el trato y la conversación entre hombres y dioses, ya sea en estado de vigilia o durante el sueño. Y el hombre experto en semejante relación es un hombre daimónico...

Los investigadores de los estudios religiosos han abordado los ovnis en varios libros académicos. Jeffrey J. Kripal, director del Departamento de Religión de la Universidad Rice, ha dicho que "tanto la dimensión material como la mental [de los ovnis] son increíblemente importantes para tener una idea del panorama completo". En una reciente entrevista en The Guardian, el profesor, autor de Autores de lo imposible, cuestiona la visión convencional de los ovnis. Considera que es ingenuo pensar en ellos únicamente como naves espaciales extraterrestres, una interpretación demasiado técnica de lo desconocido. En lugar de eso, Kripal sugiere que estos fenómenos pueden estar más profundamente conectados con la historia espiritual de la humanidad y con los misterios de la consciencia, los cuales la ciencia aún no ha explorado por completo.

#### Hispanoamérica y España

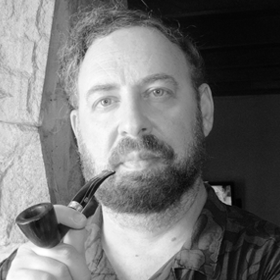
Diego Rodolfo Viegas

Ya en Argentina destaca el grupo CIFO (Círculo de Investigadores del Fenómeno OVNI), fundado en los años 90 del siglo XX, creador de la corriente denominada «ufología racional» e integrado por el psicólogo Juan Acevedo Peinado, el psiquiatra Néstor Berlanda, que ha investigado en profundidad el fenómeno ovni, la medicina tradicional Indoamericana, y los estados ampliados de conciencia y su relación con las plantas sagradas, el abogado Luis Alberto Pacheco y el antropólogo Diego Rodolfo Viegas, entre otros. Sin avalar la hipótesis extraterrestre, pero considerando el fenómeno ovni como una experiencia real, hacen énfasis en que sobre todo, cuanto más próximo es al testigo, más están involucrados estados ampliados de conciencia. Abordando su denominada hipótesis THAT (el Aquello) refieren que «el fenómeno ovni se realiza aparentemente en lo "externo", en un determinado momento, aprovechando la imaginería colectiva y un subjetivo estado no ordinario de conciencia del testigo»:

THAT es ese "algo", el Aquello de lo que poco y nada sabemos. Se ubica en el mapa de la conciencia humana, en lo más profundo, más allá del inconsciente freudiano, de lo inconsciente colectivo junguiano y del espacio transpersonal de Stanislav Grof. Es un metasistema transhistórico, mimético y en simbiosis con el ser humano, quizás la inteligencia de Gaia; quizás la supermente universal esbozada por el etnobotánico y gurú psicodélico Terence McKenna, que los chamanes, místicos e iluminados de todos los tiempos alcanzan a percibir en sus estados de unidad cósmica, o satori; tal vez el anima mundi o psykhé tu cosmos de los antiguos latinos y griegos neoplatónicos; acaso el concepto de imaginatio de los escritores románticos del siglo XIX, el espacio imaginal de Henry Corbin. Probablemente, también en relación con el Tao, Mana u Orenda de orientales, melanesios, iroqueses y nociones similares de casi todas las sociedades preindustriales. Es el espacio que determina al Hombre, desde que éste parece ser sujeto de la trascendencia y lo transpersonal en múltiples formas y disfraces que abarcan toda su historia individual y colectiva.

También es de interés el investigador chileno Freddy Alexis y su obra de 2023 Historia paraufológica de Chile en la que llevó un poco de luz sobre aquellos datos que la ufología tradicional pasó por alto, vetando del escenario todo aquel conocimiento oculto que es parte inherente del fenómeno ovni y sus derivados.
Como aproximación contemporánea a la hipótesis paraufológica, además de Argentina o Chile, resalta en España el periodista e investigador gaditano José Antonio Caravaca y su «teoría de la distorsión». En sus propios términos:

La «teoría de la distorsión» no defiende que el fenómeno ovni tenga un origen puramente psicológico, sociológico o alucinatorio, sino que es producido/provocado por la interacción/comunicación de un agente externo desconocido, inteligente e independiente al ser humano, con los eventuales testigos que describen experiencias con ovnis. Para lograr sus objetivos, dicho agente conecta con la psique de los observadores para extraer, del inconsciente individual y privativo de ellos, material intelectual (que se encuentra en los hobbies, cultura, cine, literatura, etc.), con el propósito de fabricar/proyectar una experiencia de visitación alienígena ficticia.

La teoría de la distorsión no ha estado exenta de crítica por parte de otros investigadores. Así, mientras el investigador y criminólogo gallego Manuel Carballal expresó un detallado análisis de su teoría, otros, como el citado investigador onubense Moisés Garrido, la consideraron una síntesis de conceptos ya presentes previamente en la propia paraufología. En la misma línea se expresó posteriormente el investigador Artur Homs en su obra de 2023 Distorsión o paraufología. Historia de un reset fallido, prologada por el propio Garrido y el escritor chileno Sergio Sánchez Rodríguez, donde señalaría a la teoría de la distorsión como un plagio de ideas y conceptos de la paraufología.
Caravaca ya expresó su réplica a dicha argumentación.

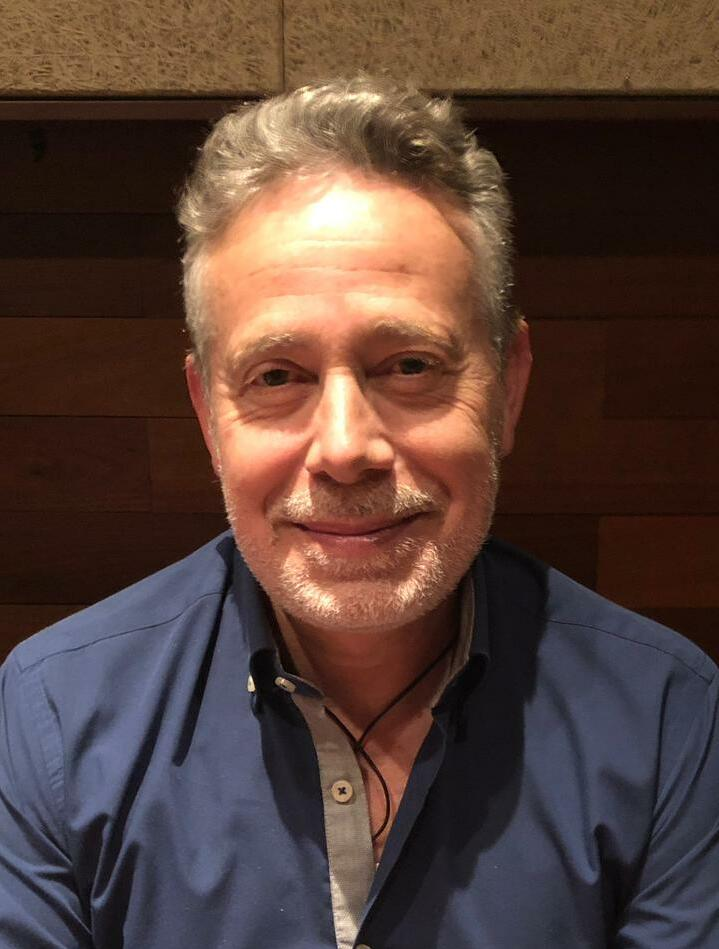
Jesús Callejo

Una década antes, el también investigador y escritor leonés Jesús Callejo y el historiador y escritor madrileño Carlos Canales avanzaron ya su «teoría de la intrusión», que partiendo de la premisa de que el fenómeno ovni es real, establecían un punto de vista totalmente distinto a cómo se había enfocado hasta entonces.

Es real pero no tal y como entendemos nosotros la realidad. La forma que tienen de entrar estos tipos de objetos volantes no identificados es muy curiosa ya que manipulan el espacio y el tiempo. Y es que, además, modifican nuestro concepto de la realidad y alteran el sistema de creencia. No se limita a una serie de naves, sino que entran en nuestro espacio-tiempo, condicionan la realidad y manipulan el sistema de creencia generando una serie de cultos ufológicos que son interesados y que pensamos que no vienen de una época actual sino desde hace siglos. (...) El psicólogo Carl Gustav Jung escribió una obra sobre las cosas que se ven en el cielo y aplicaba el arquetipo para intentar explicar lo que la gente veía. Él pensaba, y nosotros vamos a en esa línea, que este tipo de cosas no son fantasías sino que hay algo real pero que queda modificado por la mente humana.

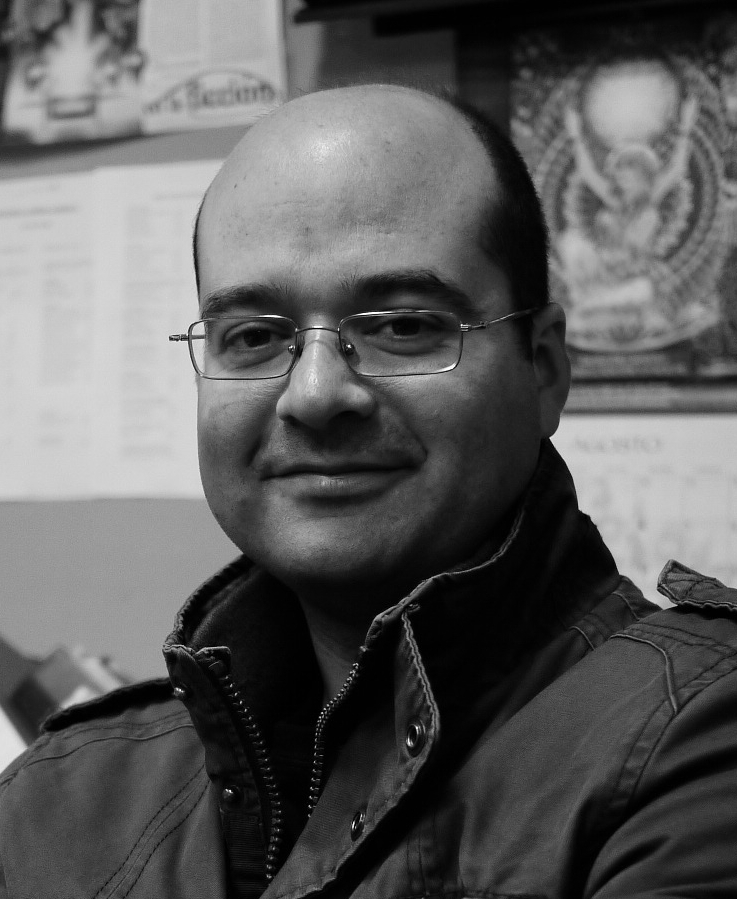
Miguel Pedrero

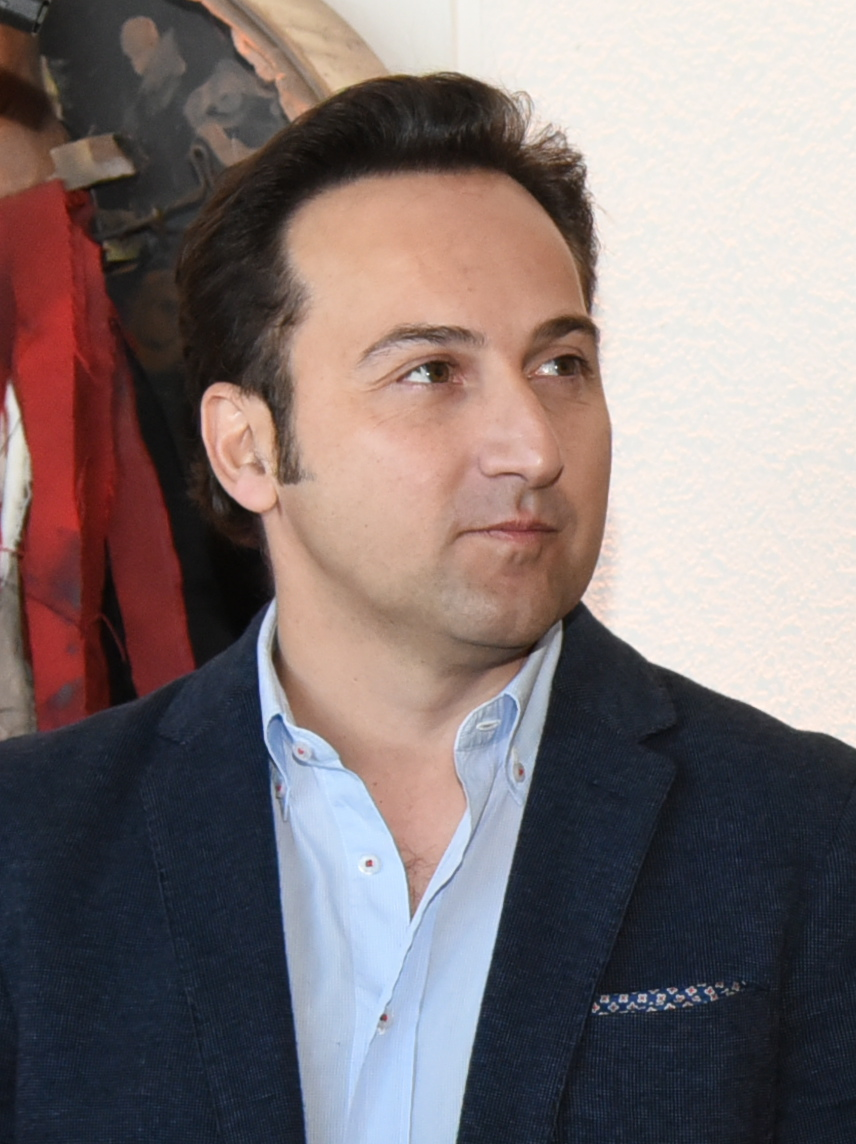
Iker Jiménez

Es reseñable también la tesis del escritor, periodista e investigador coruñés Miguel Pedrero aludiendo a la existencia de una conciencia global, así como la del periodista vasco Iker Jiménez desde su «teoría de la doble visión», que partiendo de una revisión de la ufología francesa y señalando hacia una hipótesis que ya fue deducida con anterioridad, diferencia aquello que acontece en los cielos de las experiencias más cercanas al testigo, difuminándose así la clásica distinción de encuentros en tres fases propio de la ufología clásica. Los casos lejanos y cercanos podrían así no pertenecer al mismo fenómeno:
1. Las observaciones celestes, la inmensa mayoría, podrían obedecer a muchos factores, incluidos los tecnológicos.
2. En los encuentros cercanos, en cambio, se abriría la "ventana de la mente" y esta ejercería de interfaz genético y arcaico. Aquí el ingrediente fundamental sería por tanto lo psíquico y arquetípico, tras lo cual se vislumbraría lo numinoso, la Otredad. Nuestro conocimiento progresivo de lo psíquico unido a lo psicosocial y a lo genético-hereditario-arcaico iría aún más allá de lo paraufológico y ampliaría nuestra perspectiva actual.

Como concluye el sociólogo, escritor y editor alicantino Pablo Vergel Fernández:

Se debe cambiar el paradigma de investigación del fenómeno ovni y crear un nuevo marco de referencia que, como buena ciencia, deberá plegarse a una investigación más objetiva que deje de lado otros marcos de referencia —la hipótesis extraterrestre, las hipótesis dimensionales, la especulación— y se centre en la consciencia humana y las herramientas que disponemos desde la psicología, la antropología y la filosofía. (...) Nuestra propuesta es reorientar radicalmente la investigación del fenómeno y dirigirla a la más que probable fuente de todo este despliegue: la consciencia humana.

## Los ovnis en la cultura popular

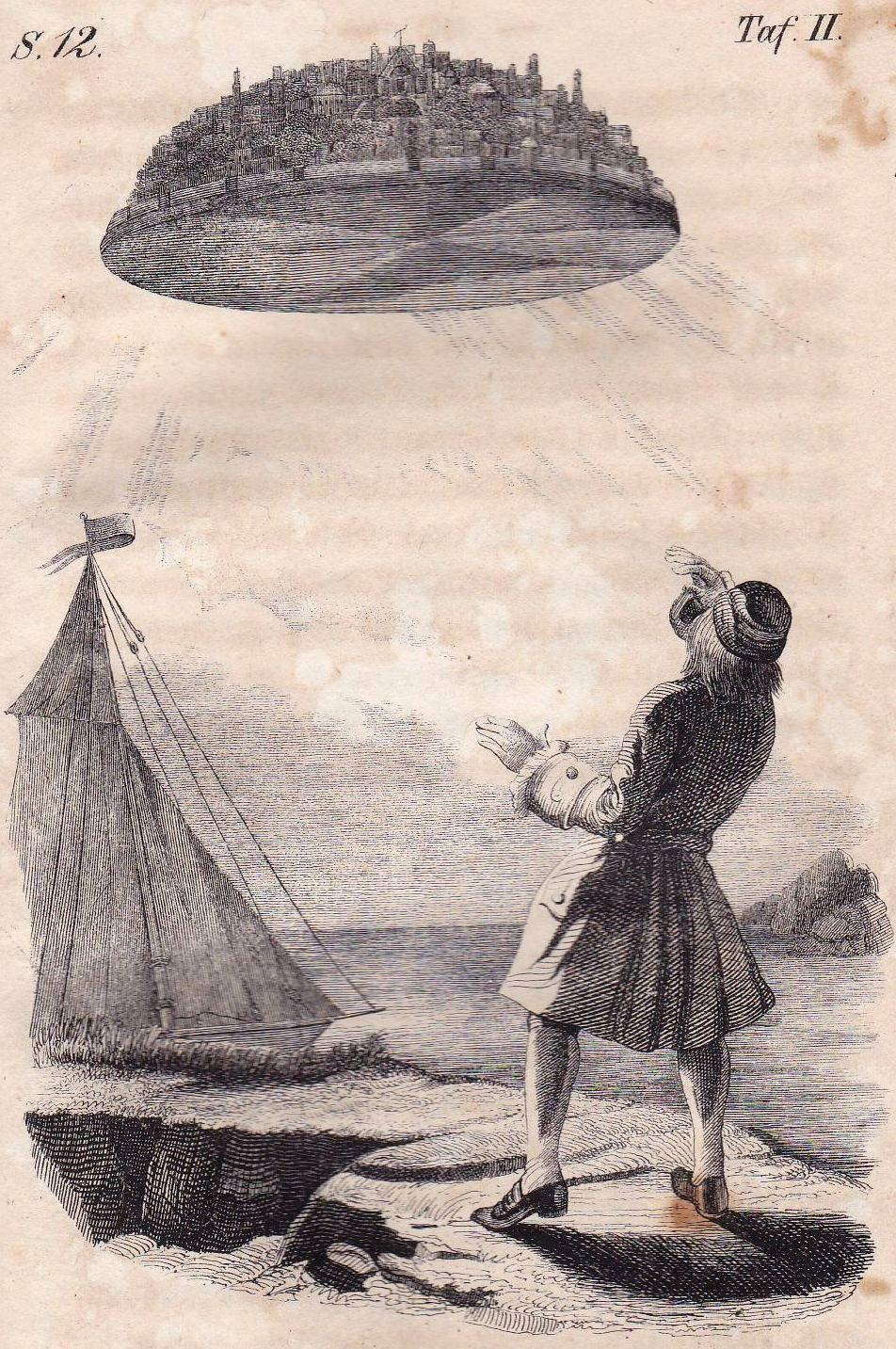
Gulliver descubre Laputa, la isla voladora (ilustración de J. J. Grandville)

El arte pop en particular y la cultura popular del siglo XX en general han mostrado y utilizado a los extraterrestres en infinidad de ocasiones, hasta el punto de considerar a esta forma de arte incomprensible sin ellos.
Son muy abundantes las películas, series de televisión, novelas, obras de teatro y cómics con los extraterrestres como protagonistas principales o secundarios. En este aspecto la variedad es grande al poderse hallar extraterrestres microscópicos, con forma humana, grises de ojos grandes o acuáticos, entre muchas otras apariencias. Respecto a sus intenciones, en muchos casos su presencia tiene intenciones colonialistas, según Carl Sagan es menos común mostrarlos bienintencionados y más escasos aún presentarlos indiferentes a los problemas humanos. Los géneros también son variados al poder encontrarse obras dramáticas, de terror o comedias.
Ahora bien, las referencias de la cultura popular a objetos volantes no identificados, es decir, objetos o supuestos objetos que vuelan sin saber realmente lo que son, resultan difíciles de localizar. Uno de los pocos ejemplos puede ser la serie Project UFO, traducido en España por Investigación ovni que representó casos de avistamientos ovni basados en los testimonios recogidos durante las investigaciones del Proyecto Libro Azul.
La primera temporada, de las dos que fueron producidas, no afirma la existencia de visitas extraterrestres; utilizaba expresiones como «dice que vio», «dicen haber visto». No obstante, de los varios casos representados por episodio, solía dejar uno sin explicar o relacionándolo directamente con visitas extraterrestres. Al final de cada capítulo, se indicaba mediante subtítulos que los ovnis no constituían un peligro para la seguridad nacional de los Estados Unidos, conclusión obtenida tras veinte años de investigaciones.